# Trzebiatów (gmina)
Trzebiatów – gmina miejsko-wiejska położona w północno-zachodniej Polsce, w województwie zachodniopomorskim, w powiecie gryfickim. Jej siedziba znajduje się w mieście Trzebiatów. Jest jedną z największych gmin nadmorskich w Polsce, mimo że posiada tylko dwie miejscowości położone nad morzem.
Według danych z 31 grudnia 2016 r. gmina miała 16 482 mieszkańców.
Gospodarka gminy oparta jest na funkcji turystyczno-rolniczej, rozwiniętym handlu oraz drobnym przemyśle spożywczym i drzewnym. Strategia rozwoju gminy ukierunkowana jest na rozwój turystyki, co wyraża się inwestycjami w dziedzinie ochrony środowiska i infrastruktury komunalnej.

## Położenie

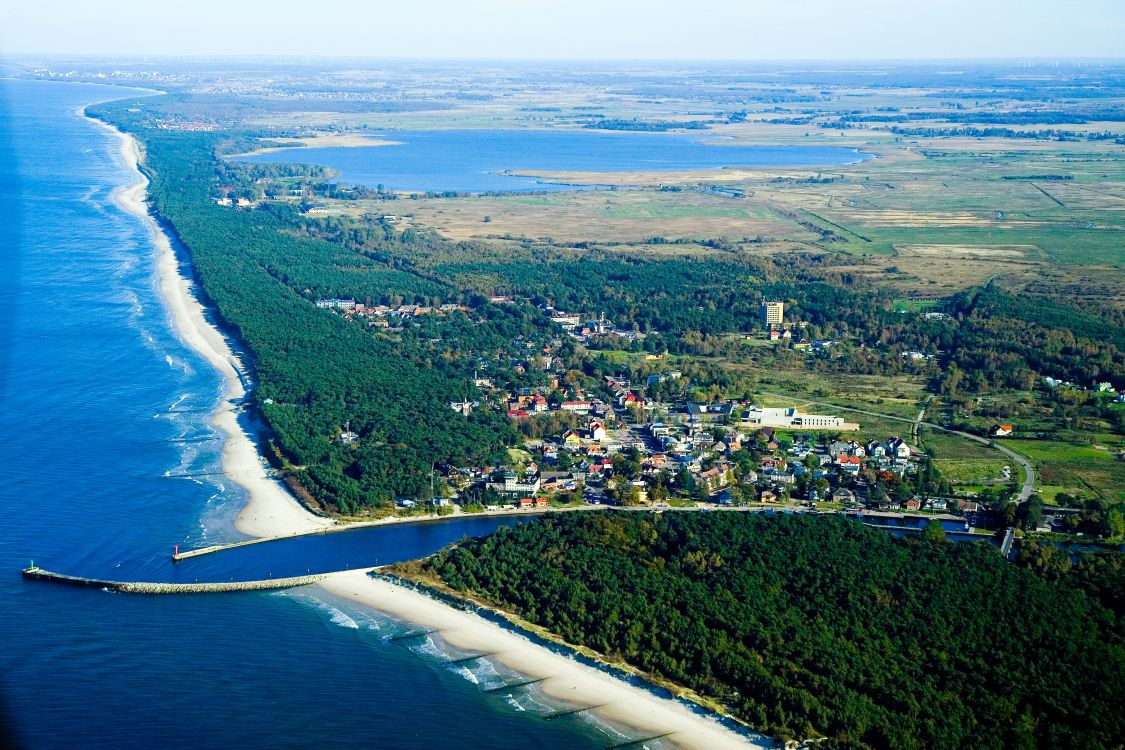
Port i wschodnia część Mrzeżyna

Teren gminy położony jest na Równinie Gryfickiej i Wybrzeżu Trzebiatowskim nad Morzem Bałtyckim. Gmina znajduje się w północnej części powiatu gryfickiego, w północnej części województwa zachodniopomorskiego. Według danych z 1 stycznia 2014 powierzchnia gminy Trzebiatów wynosi 225,14 km², co stanowi 22,13% powierzchni powiatu.
Sąsiednie gminy:
- Brojce, Gryfice, Karnice i Rewal (powiat gryficki)
- Kołobrzeg, Rymań i Siemyśl (powiat kołobrzeski)

## Środowisko naturalne
| Rodzaj                       | Powierzchnia | %      |
| ---------------------------- | ------------ | ------ |
| Użytki rolne                 | 15 065 ha    | 66,91% |
| Lasy i grunty leśne          | 3120 ha      | 13,86% |
| Pozostałe grunty i nieużytki | 4359 ha      | 19,36% |
| Razem (Σ)                    | 22 544 ha    | 100%   |

### Przyroda
Lasy zajmują 13,86% powierzchni, a użytki rolne 66,9%. Na terenie gminy Trzebiatów stwierdzono występowanie 89 gatunków chronionych i rzadkich roślin naczyniowych oraz dwa gatunki chronionych grzybów wielkoowocnikowych. Głównym walorem przyrodniczym gminy jest obecność na jej terenie gatunków związanych z siedliskami pasa nadmorskiego – wydmami, nadmorskimi borami bażynowymi, solniskami oraz torfowiskami subatlantyckimi i wrzosowiskami.
Strefa nadmorska znajduje się w granicach obszaru Natura 2000 (specjalny obszar ochrony siedlisk) o nazwie Trzebiatowsko-Kołobrzeski Pas Nadmorski oraz obszar specjalnej ochrony ptaków „Wybrzeże Trzebiatowskie”.
Na terenie gminy znajduje się rezerwat przyrody Roby oraz rezerwat Nadmorski bór bażynowy w Mrzeżynie.

### Stosunki wodne

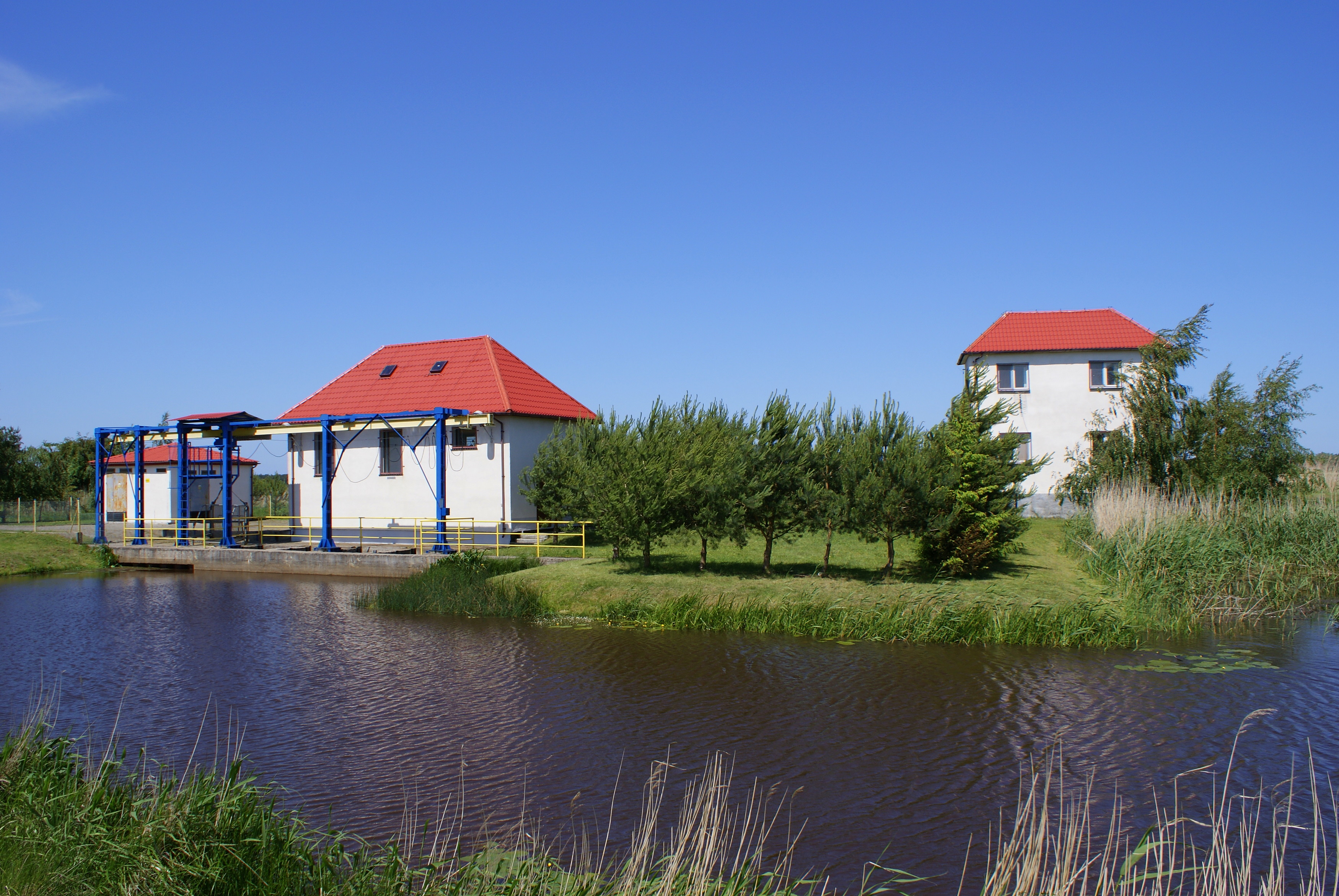
Stacja pomp przy ujściu Starej Regi do Reska Przymorskiego

Obszar gminy należy w większości do zlewni rzeki Regi, która stanowi oś hydrologiczną gminy. Płynie od południowej granicy gminy, następnie przed Trzebiatowem rozdziela się zachodnie ramię rzeki Młynówka, która wraz z głównym korytem przepływa przez Trzebiatów. Tam do Regi uchodzi Młynówka, a także struga Sarnia. Płynie w kierunku północnym odbierając wody ze strugi Stara Rega i dwóch kanałów odprowadzających wodę z polderów przeciwpowodziowych (Kanał Mrzeżyno II, Kanał Mrzeżyno III). Przed Mrzeżynem do Regi są przepompowywane wody z jej starego koryta Starej Regi oraz strugi Zgniłej Regi. Rzeka uchodzi w Mrzeżynie, gdzie przy ujściu znajduje się port morski.
Kolejnym ciekiem wodnym w gminie Trzebiatów jest Sekwanka, będąca dopływem Sarniej. Odcinek rzeki Dębosznicy wyznacza fragment wschodniej granicy gminy.
Dawne koryto rzeki Regi zwane Starą Regą jest połączone także z jedynym jeziorem znajdującym się na obszarze gminy, tj. Reskiem Przymorskim. Jest to jezioro przymorskie połączone z Morzem Bałtyckim poprzez kanał, przetokę wodną zaliczaną jako rzekę Błotnicę (a zwaną potocznie Kanałem Resko).

### Rzeźba terenu

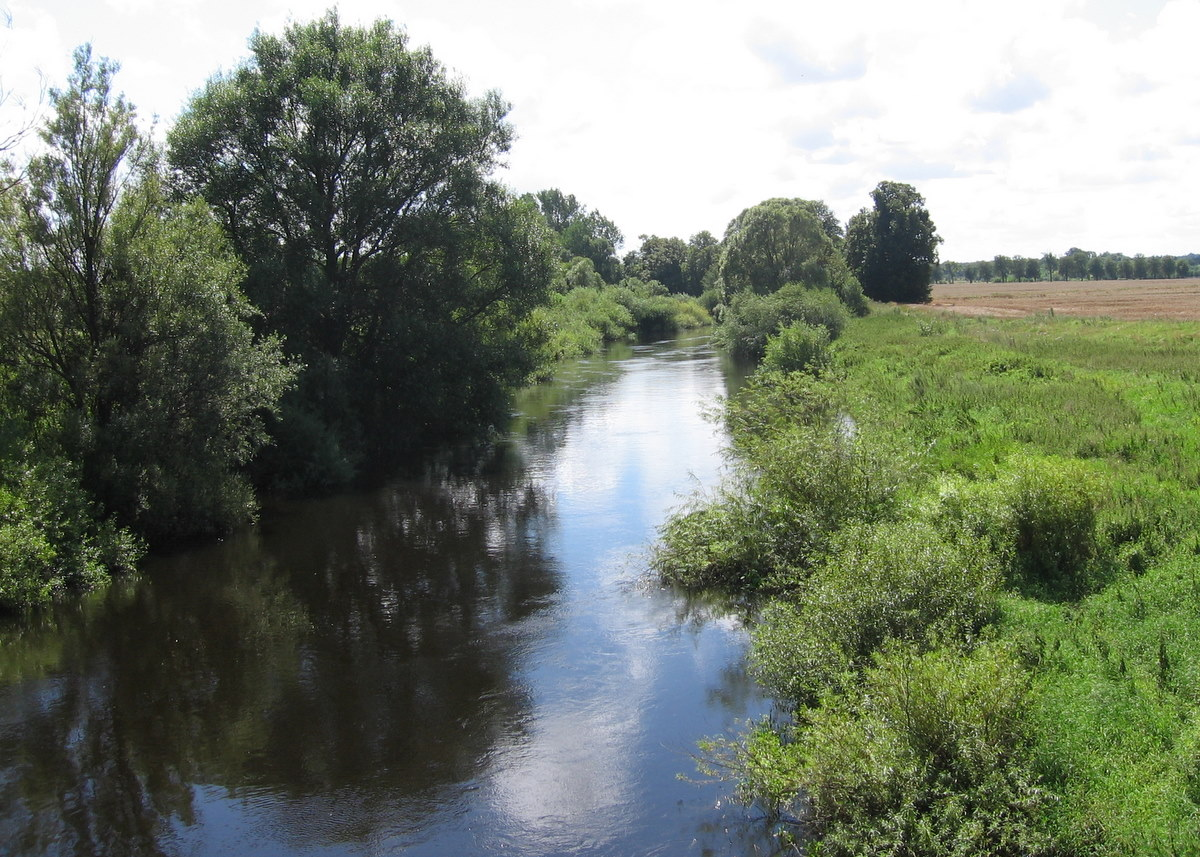
Rzeka Rega przed Nowielicami

Pod względem fizjograficznym gmina Trzebiatów jest zróżnicowana na jednostki strukturalne, które mają równoleżnikowy przebieg. Nad Bałtykiem rozciąga się pas wybrzeża morskiego z rozległymi plażami. Na ich zapleczu rozwinęły się wydmy i równiny piasków eolicznych o wysokościach względnych od 2 do 30 m. Brzeg morski na całym odcinku należy do brzegu wydmowego. Wysokości wydm dochodzą do 30 m n.p.m. Od pasa plaży oddziela je wał wydmy przedniej. Na wschód od ujścia Regi do 349 km i w rejonie Dźwirzyna występują procesy niszczące brzeg morski, które uwidoczniają się podcinaniem wału brzegowego, rozmywaniem pasa plaży i niszczeniem urządzeń hydrotechnicznych u ujęcia Regi. Na południe od pasa wybrzeży rozciąga się rozległa Północno-Pomorska Dolina Marginalna. Jest ona wykorzystywana obecnie przez cieki: Regę, Błotnicę, Dębosznicę, Łużankę i jezioro Resko Przymorskie. Rozległe, płaskie tereny doliny wypełnione są rozległymi torfowiskami. Tereny te podlegały zalewom powodziowym podczas spiętrzeń wód morskich tzw. cofki, stąd obecnie izolowane są systemem tam i pomp. Na obszarach obwałowanych pozostały ślady dawnych koryt i starorzeczy. Południowe krańce gminy to wysoczyzna morenowa płaska bądź falista urozmaicona formami akumulacyjnymi i erozyjnymi powstałymi podczas topnienia lądolodu. Na tym obszarze występują najżyźniejsze gleby gminy. Wysoczyznę rozcinają południkowo doliny rzek: Regi i Dębosznicy.

### Warunki klimatyczne

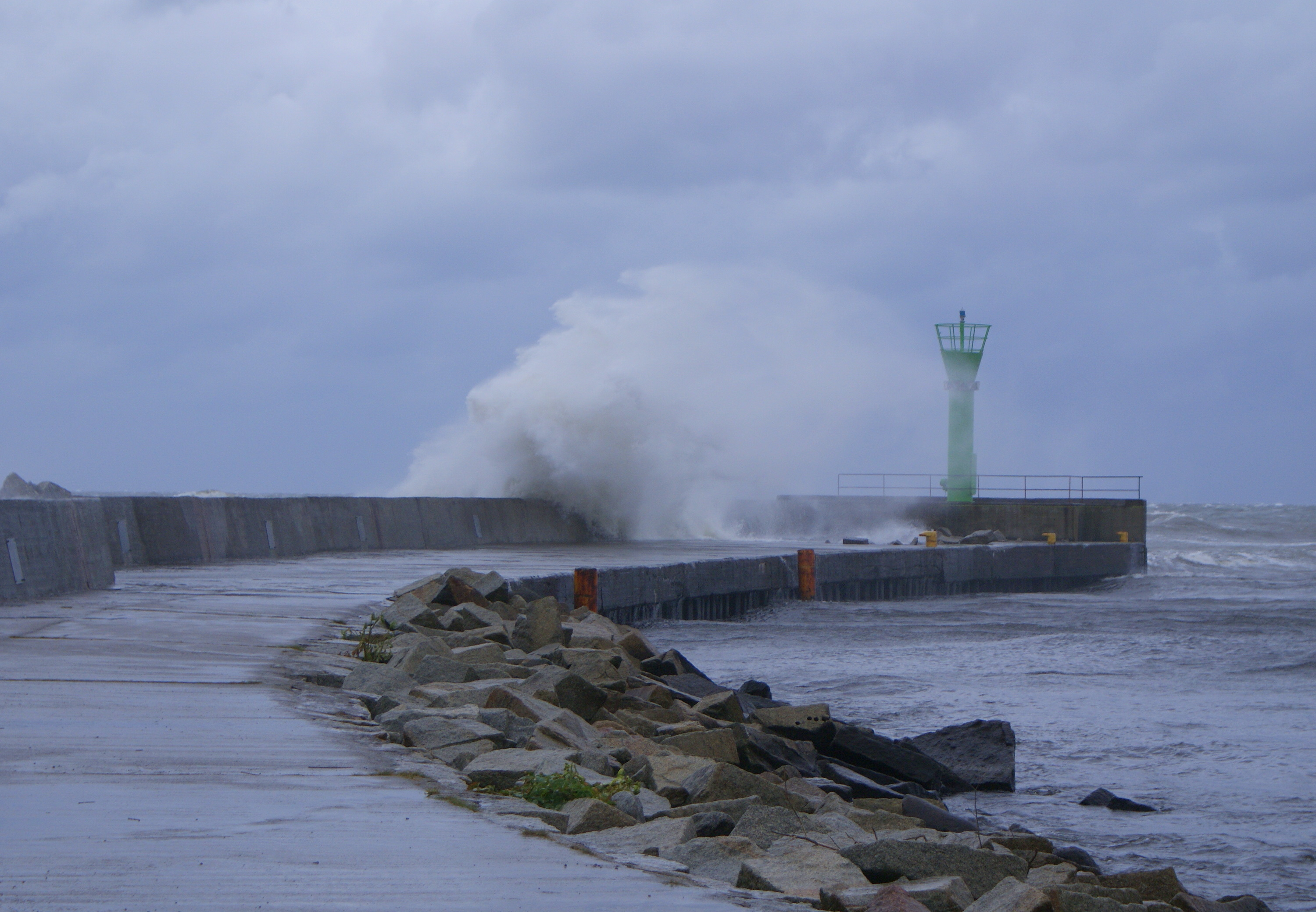
Zachodni falochron portu Mrzeżyno podczas silnego wiatru

Położenie gminy Trzebiatów na terenie dwóch krain klimatycznych Pobrzeża Kołobrzeskiego i Krainy Gryficko-Nowogardzkiej ma swoje bezpośrednie konsekwencje klimatyczne.
W Trzebiatowie i okolicach dominuje klimat morski z większymi wpływami Oceanu Atlantyckiego, niż Morza Bałtyckiego. Bałtyk ma jednak decydujący wpływ na mikroklimat tego obszaru, a w szczególności na zawartość w powietrzu – głównie na plażach morskich – korzystnego dla zdrowia aerozolu, składającego się m.in. z cząsteczek soli oraz jodu.
Temperatury w tym rejonie Pomorza Zachodniego są charakterystyczne dla klimatu umiarkowanego o odmianie oceanicznej. Przejawia się to m.in. stosunkowo małymi różnicami między temperaturą lata i zimy oraz dużej wilgotności powietrza, dochodzącej miejscami do 80%. Trzebiatowskie zimy są zazwyczaj ciepłe i łagodne, a lata chłodniejsze niż w innych rejonach kraju. Średnia temperatura lipca nie przekracza +17 °C, a w styczniu wynosi –1,5 °C. Ważną cechą tego klimatu jest duża liczba dni z silnymi wiatrami z kierunków zachodnich szczególnie w okresach sztormowych. Największą częstość wiatrów zanotowano z kierunku południowo-zachodniego (SW) oraz zachodniego (W). Najbliższa stacja meteorologiczna znajduje się w Kołobrzegu. Średnia roczna prędkość wiatru kształtuje się na poziomie ok. 4 m/s (ok. 5 m/s na wysokości 50 m nad powierzchnią gruntu) i jest jedną z najwyższych w Polsce. Rzadko zdarzają się dni bezwietrzne.
W okresie letnim nie bez znaczenia jest również lokalna cyrkulacja bryzowa, która podczas ciepłego dnia wywołuje wiatr znad morza w kierunku lądu, natomiast w ciągu nocy wiatr kompensacyjny w kierunku przeciwnym. Roczne opady kształtują się na poziomie ok. 600–700 mm rocznie, przy czym większa ich część, czyli ok. 400 mm przypada na półrocze ciepłe. Liczba dni z opadem, średnio sięga 180 dni w ciągu roku. Okres wegetacyjny trwa od 210 do 220 dni rocznie.

## Historia

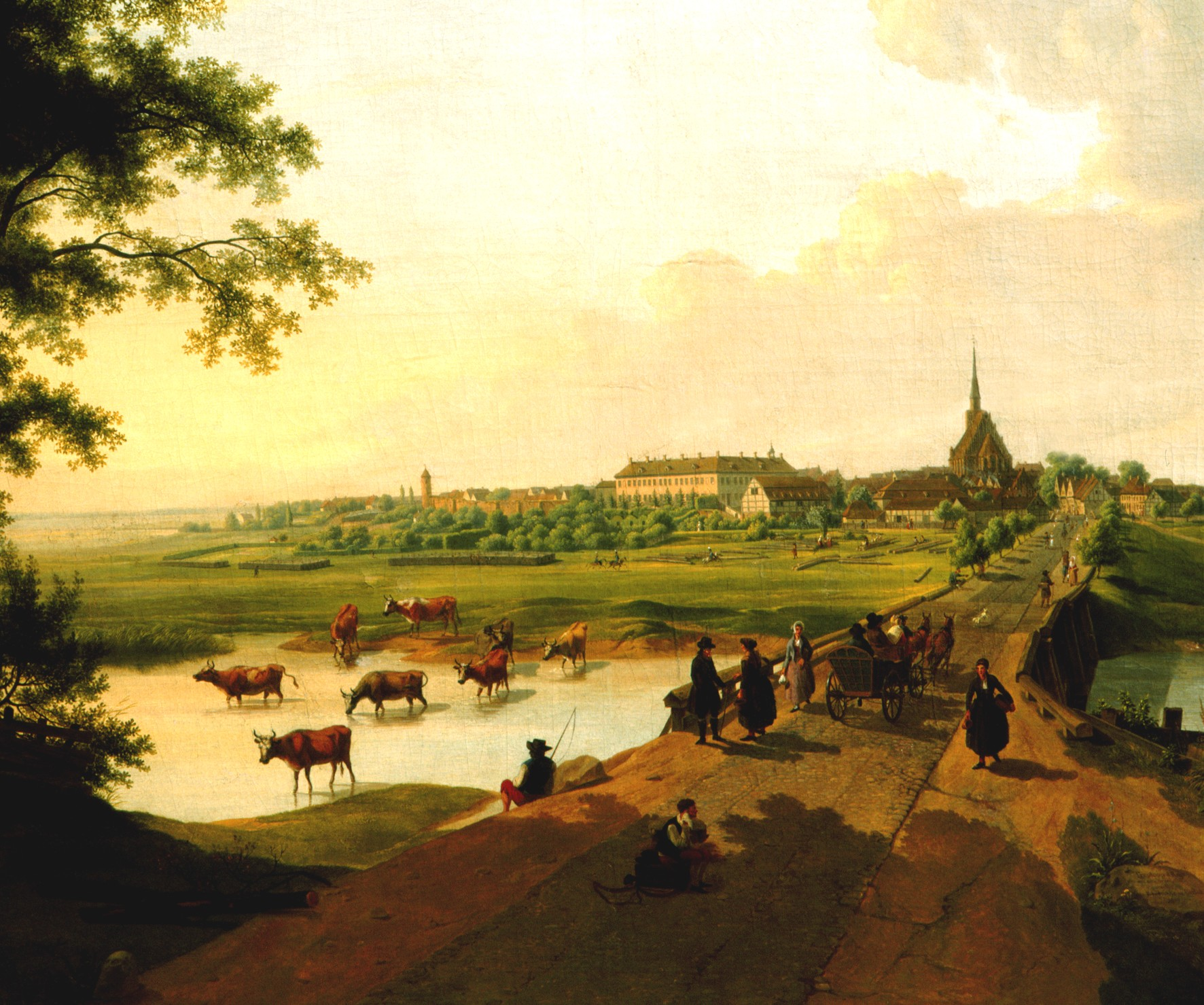
Panorama Trzebiatowa w XIX wieku

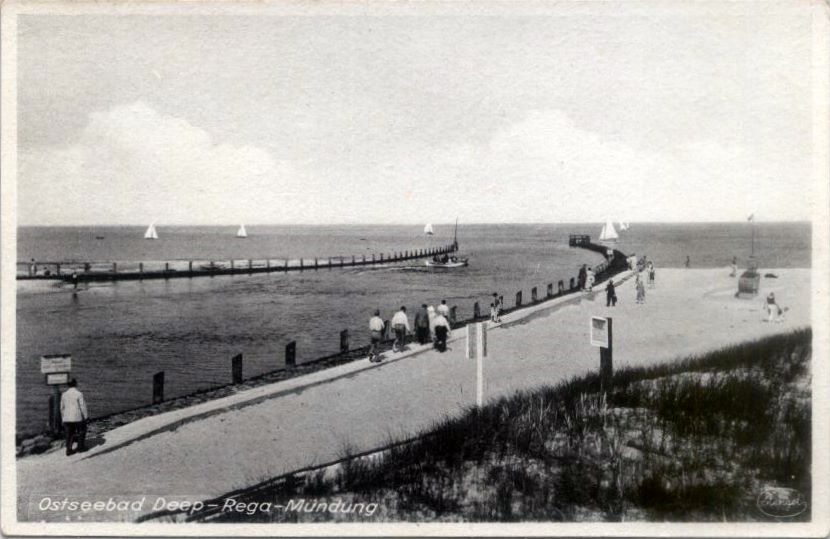
Ujście Regi w Mrzeżynie (przedwojenna pocztówka)

Historia regionu była od początku związana z Trzebiatowem, który już od XIII wieku posiadał prawa miejskie. Istotną rolę odgrywała przepływająca i uchodząca do Bałtyku rzeka Rega, w której zakolu znajdował się słowiański gród. Dzięki rzece Trzebiatów mógł rozwijać handel morski wykorzystując port Regoujście.
Od powstania Księstwa Pomorskiego, czyli od XIII wieku, tereny te były związane z dynastią Gryfitów. To właśnie na herbie pomorskiej dynastii wzorowano się, tworząc herb Trzebiatowa i obecnej gminy.
Od XIII wieku datuje się rozwój Trzebiatowa jako ośrodka handlowego nad brzegiem Bałtyku. 6 maja 1277 roku książę Barnim I, jego syn Bogusław IV oraz opat Tomasz z klasztoru norbertanów nadali Trzebiatowowi prawa miejskie. Wiązał się z tym szereg przywilejów natury gospodarczej: przyznano miastu port Regoujście, prawo do żeglugi po Redze oraz do obwarowania miasta murami obronnymi.
W trzebiatowskiej kaplicy Świętego Ducha w 1534 roku odbył się sejm stanów zachodniopomorskich, na którym panujący książęta Barnim IX Pobożny i Filip I wprowadzili na Pomorzu religię protestancką. Gryfici rządzili Pomorzem Zachodnim aż do XVII wieku, kiedy obszar ten był teatrem działań wojennych wojsk niemieckich i szwedzkich podczas wojny trzydziestoletniej.
W 1648 roku w wyniku postanowień pokoju westfalskiego teren gminy należącej do Pomorza Zachodniego został włączony do Elektoratu Brandenburgii, a od 1816 roku należał do prowincji Pomorze w Królestwie Prus podlegając pod rejencję szczecińską, aż do 1938 roku, kiedy to w wyniku zmian administracyjnych powiat greifenberdzki (niem. Landkreis Greifenberg i. Pom.) przeszedł pod rejencję koszalińską. W marcu 1945 na teren gminy wkroczyły I Armia Wojska Polskiego i Armia Czerwona.
Po II wojnie światowej w ramach akcji repatriacyjnej w okolice miasta zostali przesiedleni mieszkańcy dawnych kresów II Rzeczypospolitej. Administracja polska zaczęła powstawać w maju 1945 r., a teren obecnej gminy podzielony był pomiędzy kilka gmin zbiorowych (m.in. Gołańcz Pomorska, Mrzeżyno, Sadlno) i gminę miejską Trzebiatów. W 1954 r. gminy zostały zastąpione na mniejsze jednostki podziału terytorialnego – gromady. Z czasem Gołańcz Pomorska i Trzebiatów miały wspólną Gromadzką Radę Narodową.
Ustawa z 1972 r. o radach narodowych zlikwidowała z dniem 1 stycznia 1973 r. gromady, a w ich miejsce ustanowiła gminy. Gmina Trzebiatów (obszarów wiejskich) zaczęła funkcjonować 1 stycznia 1973 roku, z utworzoną Gminną Radą Narodową w Trzebiatowie i Urzędem Gminy w Trzebiatowie. Gmina powstała z trzech zniesionych gromad: Rogozina, Gorzysław i Trzebiatów. Obszar gminy został podzielony na 15 sołectw (Bieczyno, Chomętowo, Gąbin, Gołańcz Pomorska, Gorzysław, Gosław, Kłodkowo, Lewice, Mirosławice, Roby, Rogozina, Sadlno, Siemidarżno, Trzebusz, Włodarka). Ponieważ miasto Trzebiatów nie miało w tym czasie charakteru miasta rolniczego, dlatego nie zostało objęte reformą i nie włączono go do gminy. W mieście działała bez zmian Prezydium Miejskiej Rady Narodowej w Trzebiatowie. Ustawa dopuszczała możliwość łączenia we wspólne organy administracji gmin i miast. 9 grudnia 1973 roku została utworzona wspólna Rada Narodowa Miasta i Gminy w Trzebiatowie oraz jeden Urząd Miasta i Gminy w Trzebiatowie.
Do 1991 roku w mieście Trzebiatów oraz gminie wiejskiej Trzebiatów działały wspólne organy (na podstawie ustawy z dnia 20 lipca 1983). 1 stycznia 1992 połączono miasto oraz gminę wiejską w jedną jednostkę samorządu terytorialnego (gmina miejsko-wiejska).
Teren obecnej gminy od 1945 roku w granicach Polski, początkowo w Okręgu Pomorze Zachodnie, w latach 1946-1975 w tzw. dużym województwie szczecińskim, a w latach 1975-1998 w tzw. małym województwie szczecińskim.

## Turystyka

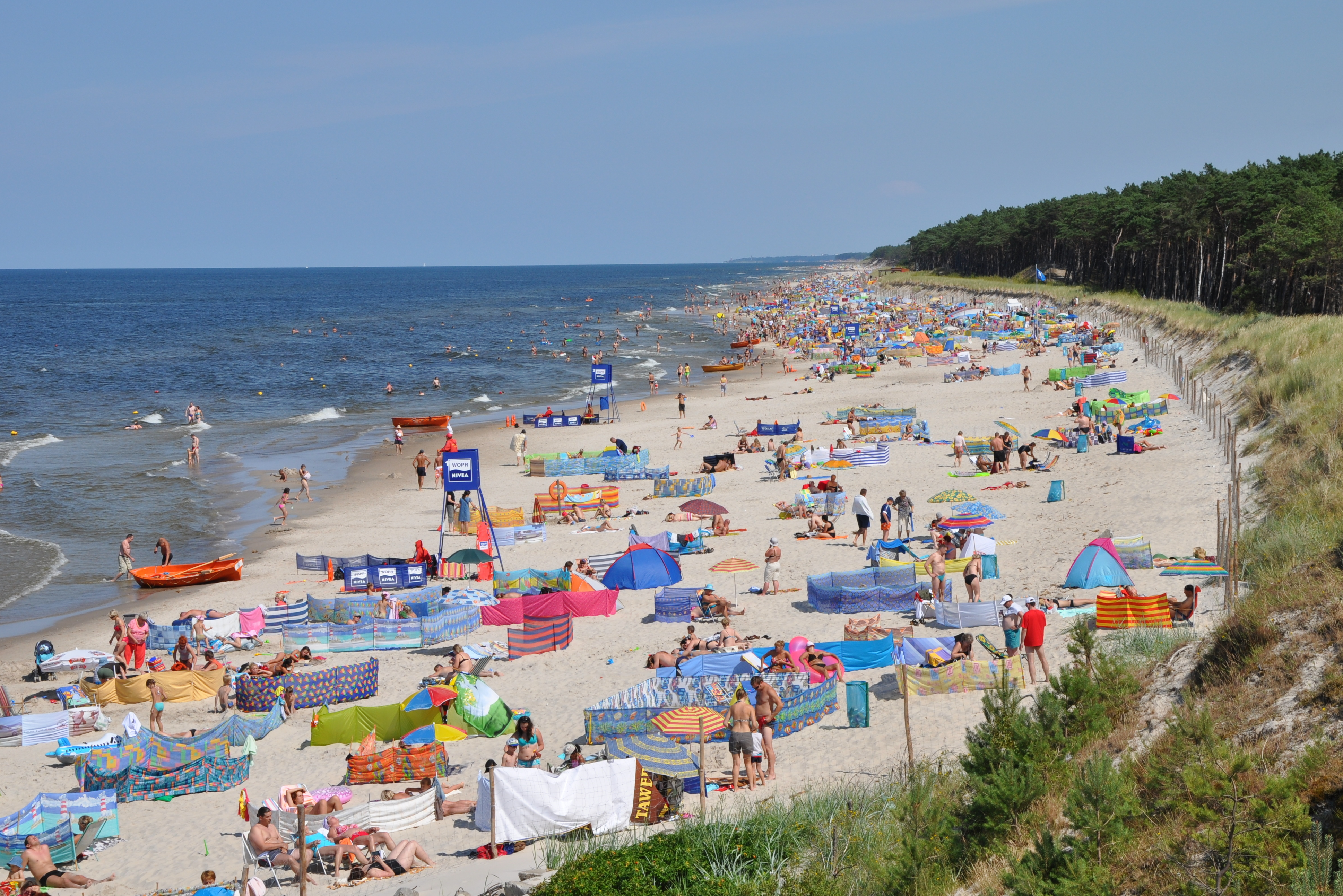
Kąpielisko Mrzeżyno Wschód

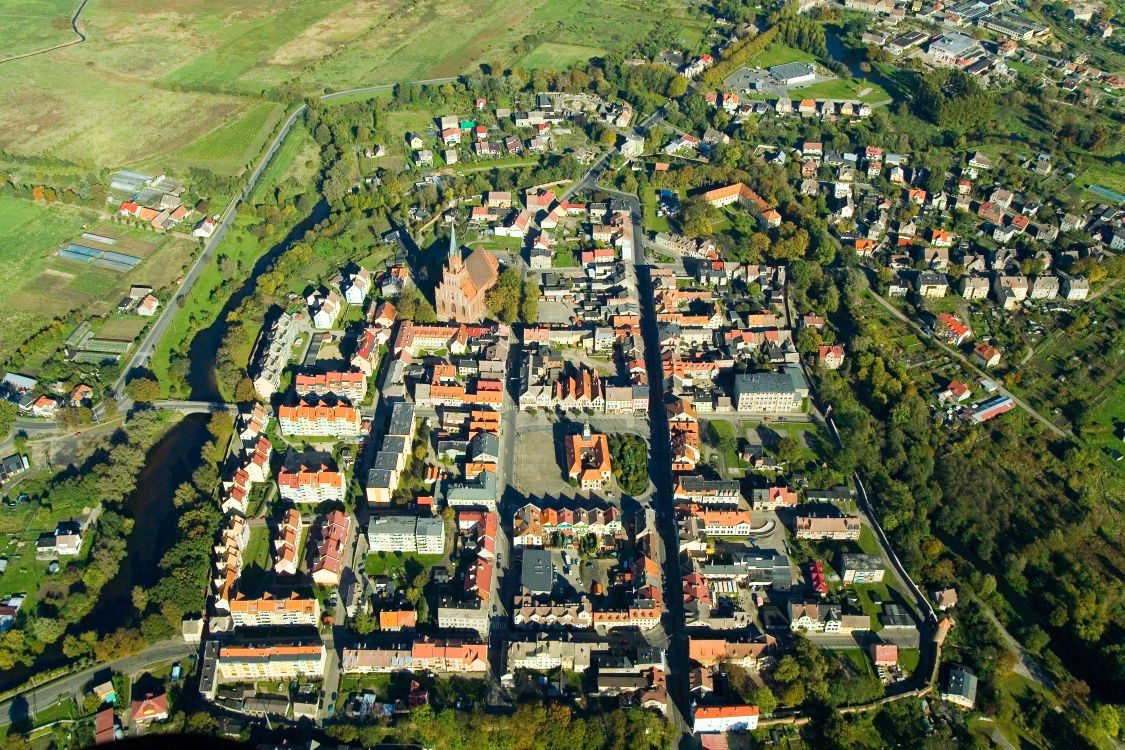
Układ urbanistyczny Trzebiatowa

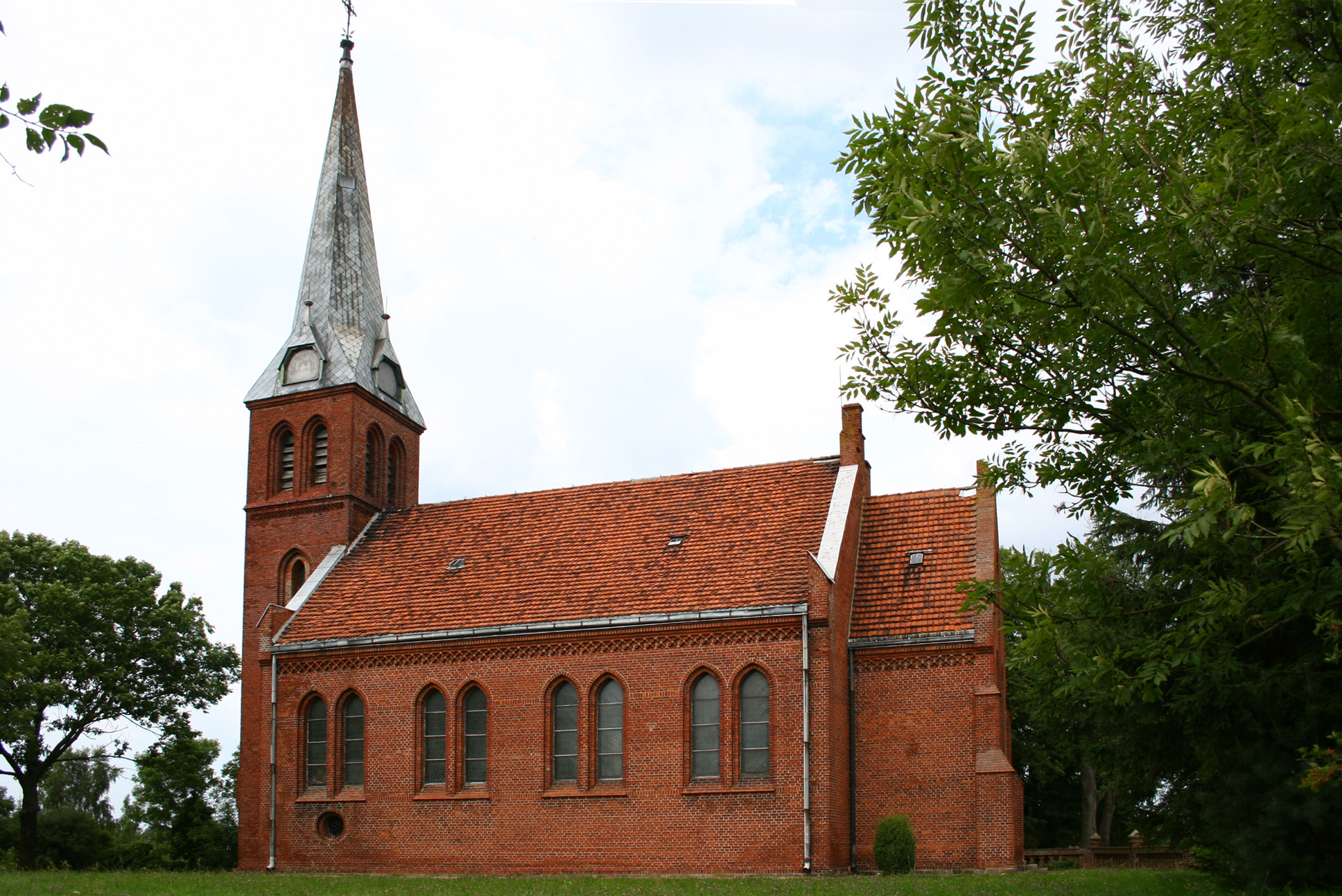
Kościół we Włodarce

Głównymi atrakcjami turystycznymi gminy są: liczne zabytki Trzebiatowa, a także nadmorskie miejscowości letniskowe Mrzeżyno i Rogowo. Ponadto w 5 mniejszych wsiach znajdują się zabytkowe kościoły.
Walorami turystycznymi gminy Trzebiatów są: położenie nad morzem i piaszczyste plaże, klimat nadmorski, bory bażynowe, możliwość wędkowania, przepływająca przez gminę rzeka Rega i jej ujście. Rega stanowi rozległe łowisko dla wędkarzy, na którym co roku w marcu odbywają się Ogólnopolskie Zawody Spinningowe o Puchar Burmistrza Trzebiatowa „Troć Regi”. W wodach Regi dominują takie ryby jak: płoć, szczupak, troć wędrowna, łosoś szlachetny. Ponadto drugim większym łowiskiem jest jezioro Resko Przymorskie.
Rega jest wykorzystywana do spływów kajakowych na szlaku od górnego biegu rzeki. Jednakże są także organizowane spływy w dolnym biegu rzeki z Trzebiatowa i Kłodkowa.
Gmina posiada rozbudowaną bazę noclegową w Mrzeżynie i Rogowie.
Władze gminy pobierają opłatę miejscową od turystów w miejscowościach: Trzebiatów, Mrzeżyno i Rogowo.
Według danych GUS w 2009 r. z obiektów zbiorowego zakwaterowania skorzystało 33 715 turystów, z czego 10,5% stanowili turyści zagraniczni. Urząd Miejski w Trzebiatowie przedstawia, iż na terenie gminy w 2001 r. istniało 7 tys. miejsc noclegowych (w tym 22% całorocznych), z których w sezonie letnim skorzystało blisko 40 tys. wczasowiczów. GUS przedstawia informacje, iż na terenie gminy w 2009 r. istniało 4662 miejsc noclegowych w obiektach zbiorowego zakwaterowania.
W Trzebiatowie działa Klub Przewodników PTTK „Baszta Kaszana”, który skupia turystów indywidualnych i w grupach w ramach organizacji różnorodnych form uprawiania turystyki. Prowadzi działania w zakresie ochrony przyrody i zabytków, obsługi ruchu turystycznego, organizacji zlotów wycieczek, rajdów mających na celu propagowanie walorów regionu.

### Zabytki
- zabytkowy układ urbanistyczny w Trzebiatowie
- fragmenty murów obronnych miasta Trzebiatów z XIII wieku
- zespół zamkowo-pałacowy z XVII/XVIII wieku
- gotycki kościół parafialny Macierzyństwa Najświętszej Marii Panny z XIV wieku
- 3 zabytkowe dzwony w kościele mariackim (1399 r., 1515 r., 1905 r.)
- kaplice gotyckie w Trzebiatowie
- barokowe sgraffito w Trzebiatowie datowane na 1635 rok
- Baszta Kaszana z przełomu XIII i XIV wieku
- kościół w Gosławiu (XIII w.)
- średniowieczny kościół w Sadlnie
- neogotycki kościół we Włodarce (XIX w.)

### Szlaki turystyczne
- Szlak Nadmorski im. Czesława Piskorskiego (Europejski Szlak Dalekobieżny E-9),
- Międzynarodowy szlak rowerowy wokół Bałtyku R-10 – szlak wytyczony wzdłuż wybrzeża, trasa w gminie: Rogozina→ Sadlno→ Trzebiatów→ Nowielice→ Gorzysław→ Roby→ Mrzeżyno→ Rogowo

Większość szlaków rowerowych przebiega po drogach samochodowych. Aktualnie w gminie istnieją dwie ścieżki rowerowe Trzebiatów-Nowielice oraz Mrzeżyno-Rogowo.

### Pomniki

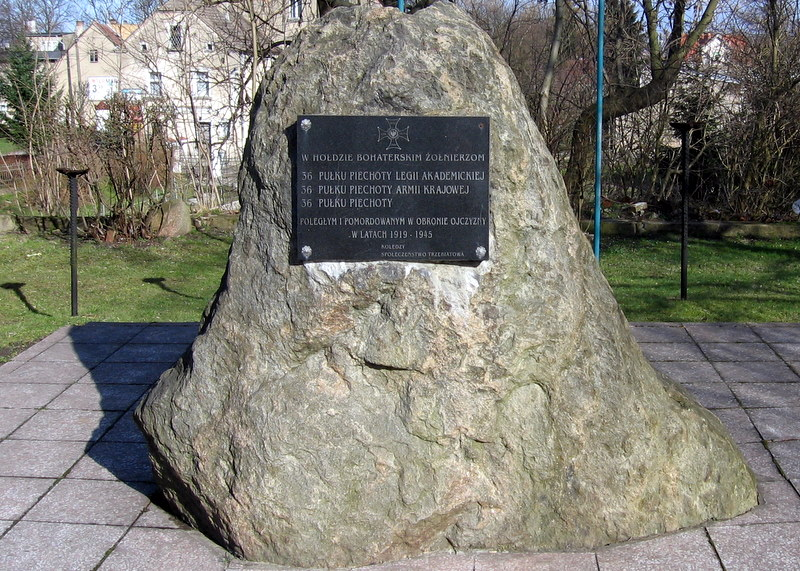
Pomnik w hołdzie 36. Pułkowi Piechoty

- Pomnik poświęcony niepowracającym z morza w Mrzeżynie
- Pomnik w hołdzie bohaterskim żołnierzom 36. Pułku Piechoty, poległym i pomordowanym w obronie ojczyzny w latach 1919–1945
- Pomnik Zaślubin Polski z morzem w Mrzeżynie
- Pomnik papieża Jana Pawła II w Sanktuarium w Trzebiatowie

## Miejscowości
W gminie Trzebiatów znajduje się 25 miejscowości:
MiastoTrzebiatów, w którym wyróżnia się 9 części miasta: Białoboki, Błogęcin, Jaromin, Mokre, Ostrowice, Przedmieście Gryfickie, Przedmieście Kołobrzeskie, Przesieka, Wyszkowo.
WsieBieczyno, Chomętowo, Gąbin, Gołańcz Pomorska, Gorzysław, Gosław, Kłodkowo, Lewice, Mirosławice, Nowielice, Roby, Rogozina, Sadlno, Siemidarżno, Trzebusz, Wlewo, Włodarka, Zapolice.
OsadyMrzeżyno
KolonieRogowo
Przysiółki, gajówki, kolonieBieczynko, Chełm Gryficki, Paliczyno, Sadlenko

## Podział administracyjny
Gmina Trzebiatów utworzyła 24 jednostki pomocnicze gminy (21 sołectw i 3 osiedla):
Sołectwa (nazewnictwo ze statutu)Sołectwo Bieczyno, Sołectwo Chomętowo, Sołectwo Gąbin, Sołectwo Gołańcz Pomorska, Sołectwo Gołańcz Pomorska II, Sołectwo Gorzysław, Sołectwo Gosław, Sołectwo Kłodkowo, Sołectwo Lewice, Sołectwo Mirosławice, Sołectwo Mrzeżyno, Sołectwo Nowielice, Sołectwo Roby, Sołectwo Rogozina, Sołectwo Sadlno, Sołectwo Siemidarżno, Sołectwo Trzebusz, Sołectwo Trzebusz Osiedle, Sołectwo Wlewo, Sołectwo Włodarka
OsiedlaJaromin (w Trzebiatowie), Rogowo, Za Regą (w Mrzeżynie).

## Demografia
W 2008 r. zasoby mieszkaniowe w gminie stanowiło 5390 mieszkań. Przeciętna powierzchnia użytkowa mieszkania w 2008 r. wynosiła 67,4 m.
Gminę zamieszkuje 26,9% ludności powiatu gryfickiego. Największą liczbę ludności gminy Trzebiatów (faktyczne miejsce zamieszkania) – 17 618 osób, Główny Urząd Statystyczny odnotował w 30 czerwca 1998. Przez ostatnie 5 lat liczba mieszkańców utrzymuje się na poziomie 16,7–16,8 tys.
- Wykres liczby ludności gminy w latach 1990–2013[25]:

- Struktura demograficzna mieszkańców gminy Trzebiatów według danych z 31 grudnia 2008[24]:

| Opis                                | Ogółem | Ogółem | Kobiety | Kobiety | Mężczyźni | Mężczyźni |
| ----------------------------------- | ------ | ------ | ------- | ------- | --------- | --------- |
| Jednostka                           | osób   | %      | osób    | %       | osób      | %         |
| Populacja                           | 16 705 | 100    | 8343    | 49,94   | 8362      | 50,06     |
| Wiek przedprodukcyjny (0–17 lat)    | 3413   | 20,43  | 1698    | 10,16   | 1715      | 10,27     |
| Wiek produkcyjny (18–65 lat)        | 11 122 | 66,58  | 5133    | 30,73   | 5989      | 35,85     |
| Wiek poprodukcyjny (powyżej 65 lat) | 2170   | 12,99  | 1512    | 9,05    | 658       | 3,94      |

Największą grupę wiekową stanowią mieszkańcy w przedziale wiekowym 45-54 oraz 15-29, co jest dowodem występowania wyżów demograficznych i pokoleniowości.
Struktura wieku społeczeństwa gminy charakteryzuje się przewagą mężczyzn zarówno w wieku produkcyjnym, jak i przedprodukcyjnym (maskulinizacja). Przez lata zwiększał się także udział ludności w wieku produkcyjnym (57,8% w 1994 r.→ 62,9% w 2002 r.→ 65,9% w 2006 r.) kosztem udziału ludności w wieku przedprodukcyjnym (30,9% w 1994 r.→ 24,8% w 2002 r.→ 21,6% w 2006 r.).
W 2002 roku w powszechnym spisie ludności na 17007 mieszkańców całej gminy Trzebiatów narodowość inną niż polska, zadeklarowały 333 osoby. Największą grupą wśród nich były osoby deklarujące narodowość ukraińską, których było 282 osoby, co stanowiło 1,66% mieszkańców. Drugą grupą deklarującą inną narodowość niż polską były 23 osoby, które zadeklarowały narodowość romską (0,14%).
| Mniejszość           | Liczba osób | Procentowy udział w gminie Trzebiatów | Liczba obywateli polskich, którzy zadeklarowali używanie w kontaktach domowych języka mniejszości | Procentowy udział w gminie Trzebiatów |
| -------------------- | ----------- | ------------------------------------- | ------------------------------------------------------------------------------------------------- | ------------------------------------- |
| Mniejszość ukraińska | 278         | 1,635%                                | 202                                                                                               | 1,188%                                |
| Mniejszość romska    | 23          | 0,135%                                | 15                                                                                                | 0,088%                                |
| Mniejszość niemiecka | 13          | 0,076%                                | 49                                                                                                | 0,288%                                |

Na terenie gminy Trzebiatów działają 2 organizacje mniejszości tj. Towarzystwo Społeczno-Kulturalne Mniejszości Niemieckiej oraz Związek Ukraińców w Polsce (koło Trzebiatów). Obie organizacje mają na celu propagowanie kultury i integrację środowiska.

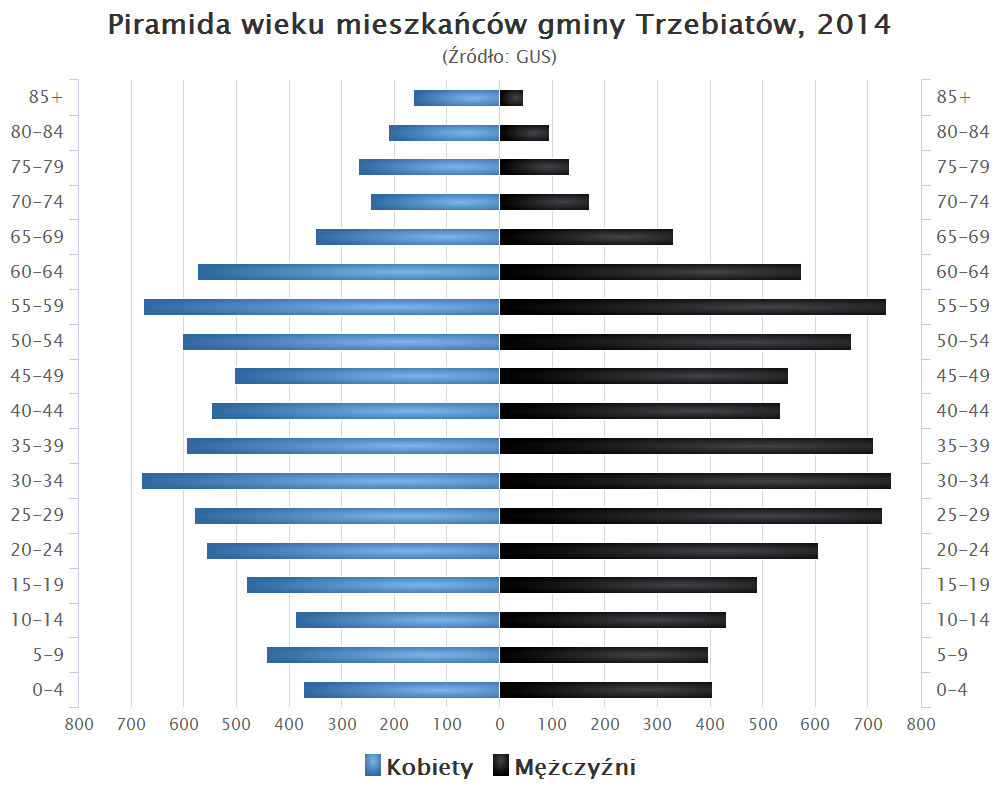
Piramida wieku mieszkańców gminy Trzebiatów w 2014 roku

## Gospodarka
| Rodzaj           | Powierzchnia [ha] | %     |
| ---------------- | ----------------- | ----- |
| Grunty orne      | 9769              | 64,85 |
| Łąki             | 4148              | 27,53 |
| Pastwiska        | 1130              | 7,50  |
| Sady             | 18                | 0,12  |
| Użytki rolne (Σ) | 15 065            | 100   |

W 2009 r. największy udział procentowy w liczbie podmiotów zarejestrowanych miały firmy zaklasyfikowane do sekcji handel; naprawa pojazdów samochodowych (29,2%) oraz zakwaterowanie i gastronomia (13,5%).
Charakterystyczna dla gminy jest sezonowa działalność turystyczna, co wynika z nadmorskiego położenia gminy Trzebiatów. Okres letni cechuje wzmożona liczba turystów zwłaszcza w Mrzeżynie i Rogowie, co istotnie wpływa na gospodarkę gminy. W ciągu całego roku 2007 z noclegu w gminie Trzebiatów skorzystało 35,9 tys. osób.
Głównym środkiem utrzymania na obszarach wiejskich jest rolnictwo. Ogółem powierzchnia użytków rolnych w 2005 roku zajmowała 15 065 hektarów, tj. 66,82% obszaru gminy. Dodatkową gałęzią gospodarki jest także rybołówstwo, skupione wokół portu w Mrzeżynie.
W Trzebiatowie mieści się zakład produkujący wanny oraz zakład produkujący wanny łodzie motorowodne. Pod miastem znajduje się niewielki zakład przetwórstwa drzewnego.
We Włodarce mieści się zakład wytwarzający produkty do fizykoterapii z borowiny i parafiny. W Mirosławicach znajduje się część zakładu elektryczno-metalowego produkująca spawane konstrukcje stalowe i aluminiowe.
W czerwcu 2017 roku w powiatowym urzędzie pracy zarejestrowanych było 331 bezrobotnych mieszkańców gminy Trzebiatów, z czego 145 mieszkańców obszarów wiejskich. Rejestrowane bezrobocie na poziomie 3,1% wśród ludności w wieku produkcyjnym.
Usługi finansowe na obszarze gminy prowadzone są przez 4 banki. Większość banków zlokalizowanych wokół trzebiatowskiego rynku. Wyjątek stanowi filia banku spółdzielczego oraz placówka pocztowa w Mrzeżynie.
Centrum handlu stanowi miasto Trzebiatów, w którym mieści się większość sklepów i lokali usługowych skupionych wokół Starego Miasta, a także targowisko zlokalizowane przy miejskiej farze. W Trzebiatowie znajdują się 3 stacje benzynowe oraz 2 dyskonty. W sezonie letnim otwierana jest duża liczba sklepów, lokali gastronomicznych i usługowych w Mrzeżynie.
Liczba zarejestrowanych bezrobotnych (mieszkańców gminy Trzebiatów) w 2016 roku:

## Transport
| Droga (stary nr)  | Relacja                                               |
| ----------------- | ----------------------------------------------------- |
| nr 0117Z (41 154) | Rogozina – Sadlno – Sadlenko                          |
| nr 0123Z (41 162) | Nowielice – Gorzysław – Bieczyno                      |
| nr 0124Z (41 163) | Gorzysław – Roby                                      |
| nr 0125Z (41 164) | Trzebiatów – Mirosławice – Lewice – Darżewo           |
| nr 0126Z (41 165) | Mirosławice – Gąbin – Brojce                          |
| nr 0128Z (41 167) | Jaromin – Siemidarżno – Paliczyno                     |
| nr 0130Z (41 169) | Gołańcz Pomorska – Gosław                             |
| nr 0132Z (41 171) | Sadlno – Chomętowo                                    |
| nr 0139Z (41 184) | Bieczynko – Bieczyno – Roby – Mrzeżyno                |
| nr 0152Z          | od DW109 w Mrzeżynie – Rogowo – Dźwirzyno (nr 17-101) |

### Transport drogowy
Ruch samochodowy skupia się na trzech drogach wojewódzkich biegnących przez gminę:
- 102 z Rewala przez Trzebiatów i Gołańcz Pomorską do Kołobrzegu
- 103 z Trzebiatowa do Kamienia Pomorskiego
- 109 z Mrzeżyna przez Trzebusz, Nowielice, Trzebiatów, Kłodkowo do Gryfic i Płot

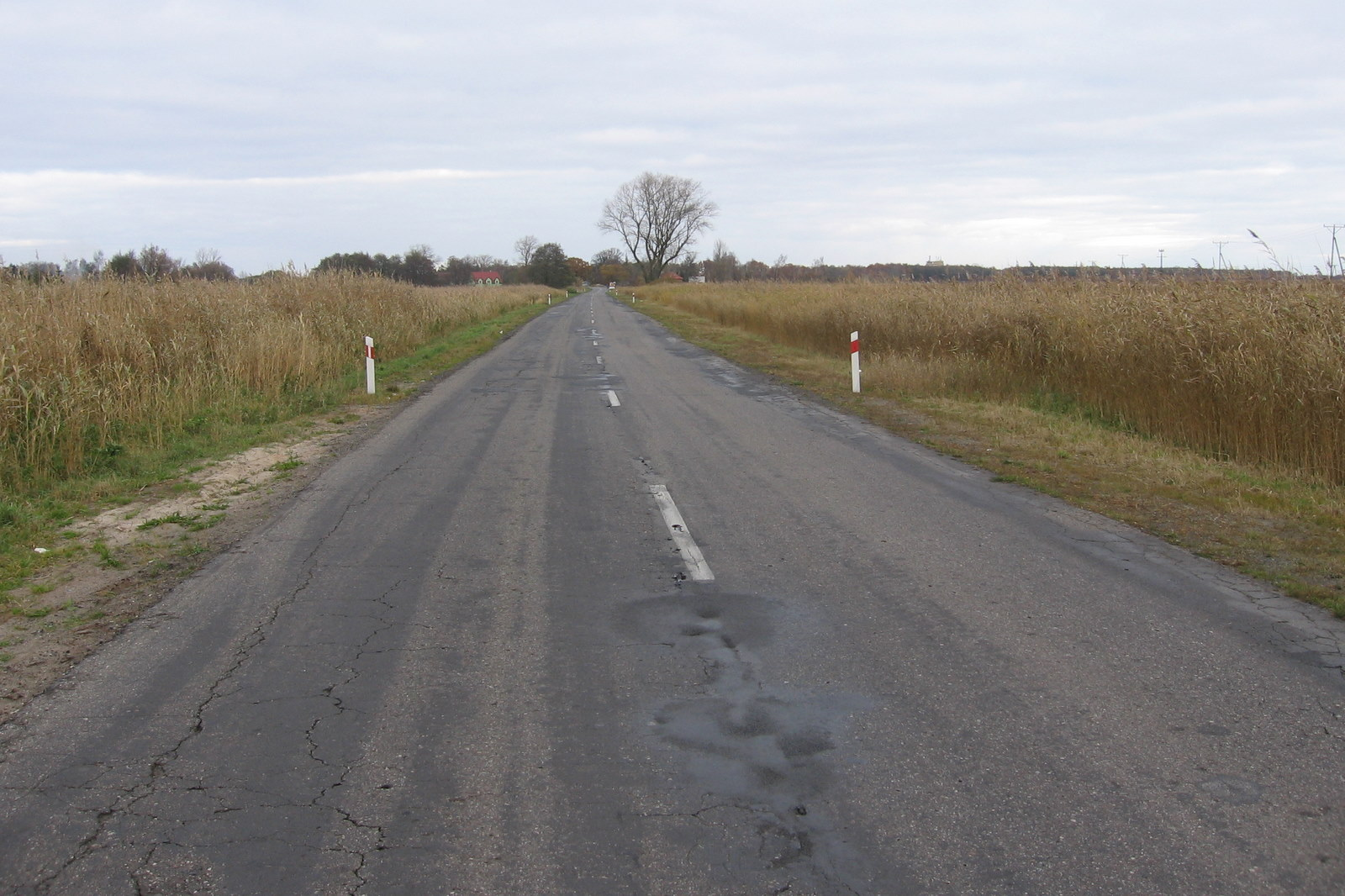
Droga wojewódzka nr 109

W okresie letnim zwiększa się natężenie ruchu na drogach pasa nadmorskiego, a regionalni przewoźnicy zwiększają liczbę linii łączących miejscowości nadmorskie z Trzebiatowem i Kołobrzegiem.

### Transport kolejowy

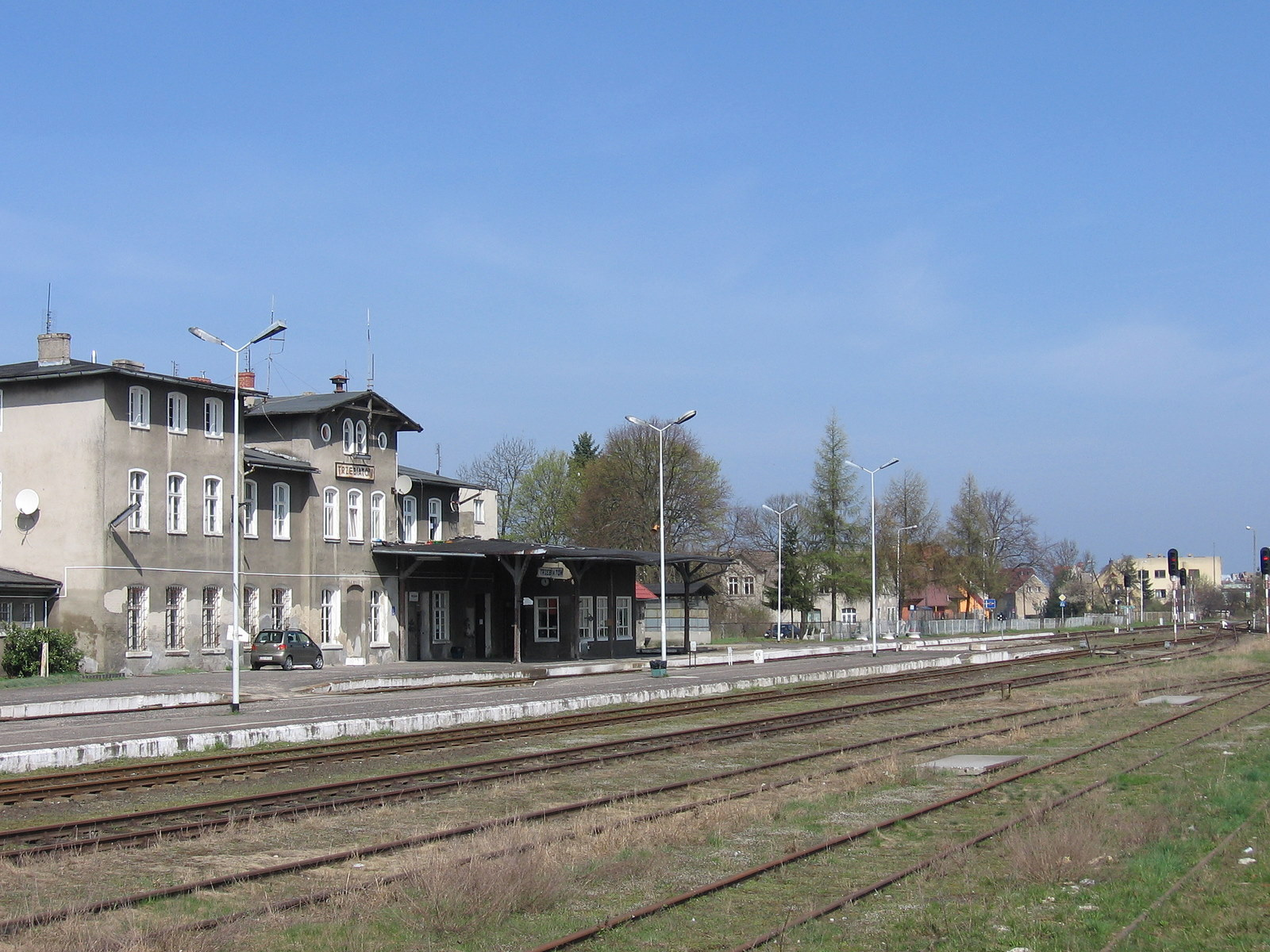
Stacja kolejowa Trzebiatów

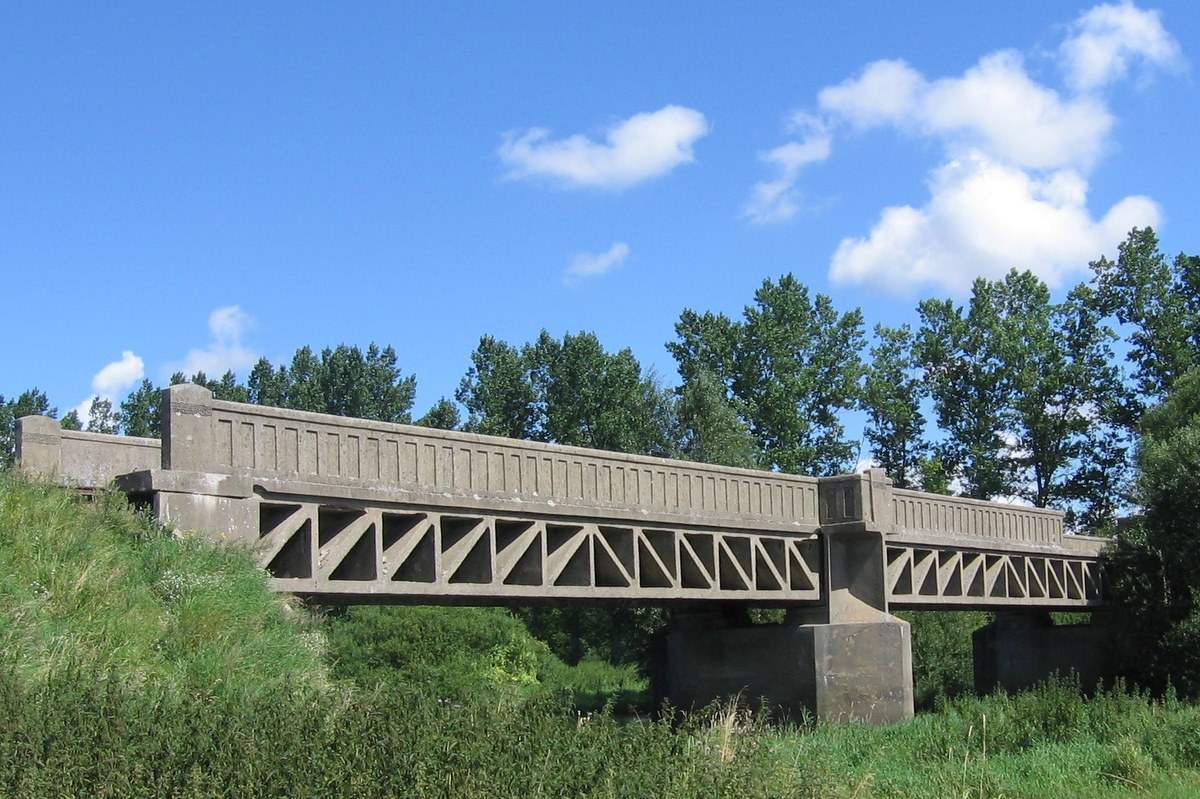
Nieczynny most kolei wąskotorowej pod Nowielicami na linii do Pogorzelicy

W gminie czynna jest stacja kolejowa Trzebiatów oraz dwa przystanki osobowe Bieczyno Pomorskie, Gąbin. Przebiega przez nie linia kolejowa Koszalin – Goleniów, na której jeżdżą szynobusy Urzędu Marszałkowskiego woj. zachodniopomorskiego na trasie Szczecin Główny – Kołobrzeg.

#### Historia kolei
Trzebiatów uzyskał połączenie kolejowe w 1882 r. po połączeniu Goleniowa przez Gryfice z Kołobrzegiem. W 1906 r. do miasta doprowadzono linię z Kamienia Pomorskiego, rozebraną w 1945 r. W 1907 r. otwarto wąskotorową linię (prześwit toru na wszystkich odcinkach: 1000 mm) z Dargosławia. W 1912 r. zbudowano linię przez Roby do Mrzeżyna, a później do Kępy Nadmorskiej (obecne okolice wsi Rogowo). W 1913 r. otwarto linię do Niechorza. Data rozbiórki linii do Kępy Nadmorskiej nie jest znana. W 1961 r. linia do Mrzeżyna została zamknięta, a później rozebrana. W 1991 r. zamknięto linię Dargosław – Trzebiatów Wąsk., a w 1999 r. Trzebiatów Wąsk. – Pogorzelica Gryficka.

### Poczta
Na terenie gminy znajdują się 4 placówki pocztowe. W Trzebiatowie na rynku (72-320 Trzebiatów nad Regą 1) oraz na terenie jednostki wojskowej (72-321, filia UP Gryfice 1), kolejna w Mrzeżynie (72-330 Mrzeżyno Gryfickie 1) oraz agencja pocztowa w Gołańczy Pomorskiej (72-320, dawniej Trzebiatów nad Regą 3). Trzy wsie: Rogozina, Sadlno, Zapolice są obsługiwane przez filię UP Gryfice 1 w Niechorzu (72-350) poza granicami gminy. Status urzędu pocztowego na terenie gminy posiada tylko Trzebiatów nad Regą 1, a także tylko w sezonie letnim Mrzeżyno Gryfickie 1.

### Transport morski

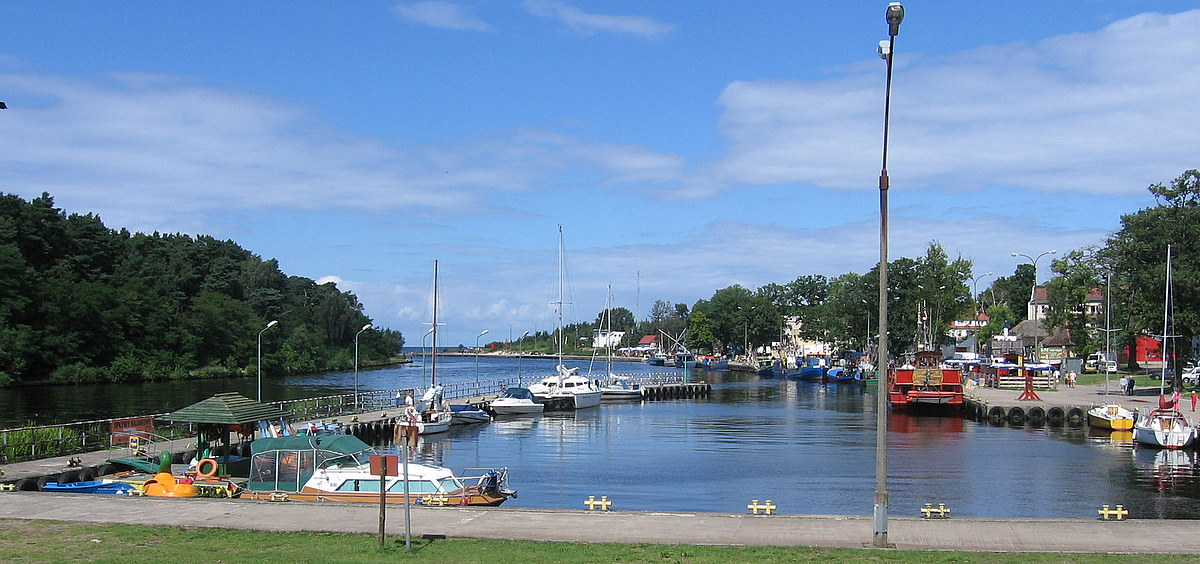
Przystań jachtowa portu Mrzeżyno

Rolę ośrodka obsługi komunikacji morskiej na terenie gminy spełnia obecnie port morski w Mrzeżynie, położony 18 km na zachód od portu Kołobrzeg. Jest jednym z najmniejszych portów dostępnych dla jachtów balastowych. Właścicielem portu jest gmina Trzebiatów, która do zarządzania nim powołała jednostką organizacyjną Zarząd Portu Morskiego „Mrzeżyno”. Zajmuje się on modernizacją, utrzymywaniem infrastruktury okołoportowej oraz promocją portu. Ruch statków oraz bezpieczeństwo żeglugi nadzoruje bosmanat portu. Za infrastrukturę zapewniającą dostęp do portu odpowiada Urząd Morski w Szczecinie.
Do portu mogą wchodzić jednostki o zanurzeniu do 2 metrów. Przystań jachtowa w Mrzeżynie może pomieścić do 40 jachtów.
Port w Mrzeżynie posiada status morskiego przejścia granicznego, które obejmuje ruch towarowy statkami rybackimi o polskiej przynależności. Odprawę graniczną i celną przeprowadza Straż Graniczna z Rewala.

## Infrastruktura techniczna

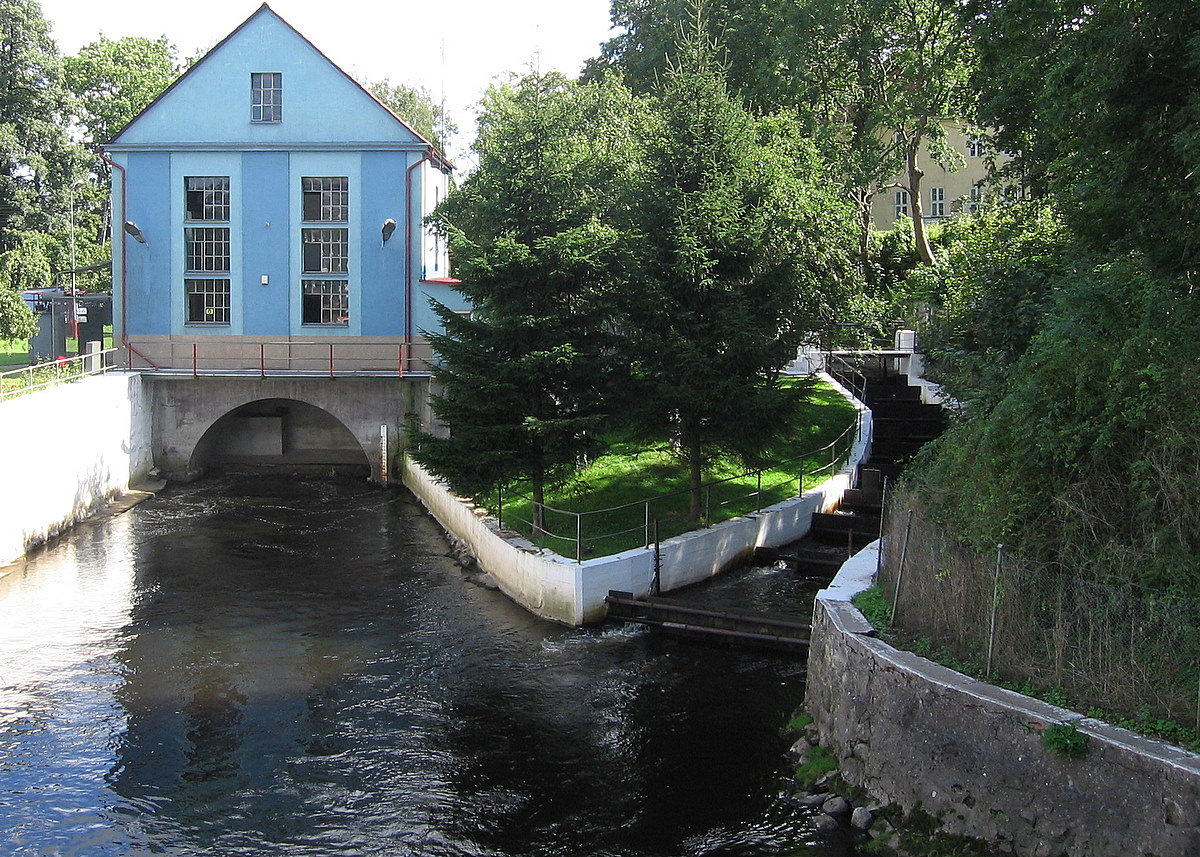
Elektrownia wodna w Trzebiatowie

Na terenie gminy działają dwie małe elektrownie wodne, obydwie zlokalizowane na rzece Rega – pierwsza powstawała w latach 1926–1927. Do dziś zachowała się w bardzo dobrym stanie (wpis do rej. zabytków). W grudniu 2001 r. oddano do użytku nową elektrownię EW Trzebiatów II, która jest całkowicie zautomatyzowana. Obie należą do Zespołu Elektrowni Wodnych w Płotach (Koncern Enea SA).
W Trzebiatowie przy ulicy Wodnej znajduje się telewizyjna stacja retransmisyjna mocy 300 W nadająca sygnał TVP3 Szczecin. Inne kanały mieszkańcy odbierają m.in. z Gryfic, Kołobrzegu oraz Sławoborza.
Gmina Trzebiatów nie posiada zorganizowanego systemu dostarczania energii cieplnej – ogrzewanie budynków mieszkalnych i użyteczności publicznej odbywa się w oparciu o indywidualne piece termiczne i kotłownie.

### Sieć gazowa
Gmina Trzebiatów jest zasilana gazociągiem wysokiego ciśnienia Goleniów – Gorzysław, którym przesyłany jest gaz ziemny wysokometanowy. Do Mrzeżyna gaz doprowadza gazociąg wysokiego ciśnienia Gorzysław – Mrzeżyno (gaz ziemny zaazotowany). W Gorzysławiu znajduje się kopalnia i mieszalnia gazu należąca do PGNiG. Z Gorzysławia jest wyprowadzony także gazociąg wysokiego ciśnienia w kierunku Kołobrzegu.
Na terenie gminy gazyfikacją przewodową objęte są miejscowości: Mirosławice, Mrzeżyno, Nowielice, Rogowo, Trzebusz Osiedle i miasto Trzebiatów. Gaz rozprowadzany jest siecią niskiego i średniego ciśnienia. W 2005 roku odbiorcami gazu było 3.488 gospodarstw domowych, które zamieszkiwało 10827 mieszkańców. Miejscowości nie objęte gazyfikacją przewodową są zaopatrywane w gaz płynny w butlach 11-kilogramowych.

### Gospodarka komunalna
| Ujęcie wody          | Obejmujące miejscowości                                                                        | Administrator                                                                            |
| -------------------- | ---------------------------------------------------------------------------------------------- | ---------------------------------------------------------------------------------------- |
| Trzebiatów           | Trzebiatów, Chełm Gryficki, Gąbin, Mirosławice, Rogozina, Włodarka, Sadlno, Sadlenko, Zapolice | ZWiK Trzebiatów sp. z o.o.                                                               |
| Mrzeżyno             | Mrzeżyno, Rogowo                                                                               | ZWiK Trzebiatów sp. z o.o.                                                               |
| Nowielice            | Nowielice, Trzebusz                                                                            | ZWiK Trzebiatów sp. z o.o.                                                               |
| Roby                 | Roby, Bieczynko, Bieczyno, Gorzysław                                                           | ZWiK Trzebiatów sp. z o.o.                                                               |
| Chomętowo            | Chomętowo                                                                                      | ZWiK Trzebiatów sp. z o.o.                                                               |
| Kłodkowo             | Kłodkowo, Wlewo                                                                                | ZWiK Trzebiatów sp. z o.o.                                                               |
| Gosław-Gołańcz       | Gołańcz Pomorska, Gosław, Paliczyno, Siemidarżno                                               | ZWiK Trzebiatów sp. z o.o.                                                               |
| Darżewo (gm. Brojce) | Lewice                                                                                         | ZWiK Trzebiatów sp. z o.o. woda z ujęcia w Darzewie eksploatowanego przez PUWiS Nowogard |

Zbiorowym zaopatrzeniem w wodę i odprowadzaniem ścieków w gminie zajmuje się Zakład Wodociągów i Kanalizacji Trzebiatów sp. z o.o., który w 2007 r. przekształcono z zakładu budżetowego w spółkę komunalną. W 2010 roku długość czynnej sieci wodociągowej wynosiła 130 km, sieci kanalizacji sanitarnej 70 km, sieci kanalizacji deszczowej 7 km.
Na terenie gminy zlokalizowanych jest 7 ujęć wody (Chomętowo, Gosław, Mrzeżyno, Nowielice, Roby, Trzebiatów, Kłodkowo), których zasoby wodne są znacznie większe od aktualnego zapotrzebowania.
W 1995 r. między Trzebiatowem a Chełmem Gryfickim oddano do użytku nowoczesną oczyszczalnię ścieków mechaniczno-biologiczną o projektowanej wydajności 6100 m³/doba, co znacznie poprawiło stan czystości Regi. Oczyszczalnia wykorzystuje w pełni swoje możliwości choć nie wszystkie miejscowości są podłączone do kanalizacji sanitarnej, ale ścieki odbierane ze zbiorników bezodpływowych są dowożone na stację zlewna znajdująca się oczyszczalni. Do oczyszczalni podłączone są następujące miejscowości: Trzebiatów, Mrzeżyno, Rogowo, Trzebusz – Osiedle, Nowielice, Mirosławice, Jaromin. Aktualnie w gminie jest realizowana jest inwestycja o wartości 22 mln zł ze wsparciem funduszy UE pochodzących z POIŚ pod nazwą „kompleksowe uporządkowanie gospodarki ściekowej na terenie Trzebiatowa”, która pozwoli dokończyć kanalizację Trzebiatowa oraz wybudować nowoczesną kompostownią przy oczyszczalni ścieków. W pozostałych miejscowościach powstałe ścieki odprowadzane są do lokalnych lub przydomowych zbiorników bezodpływowych.
W zakresie nadzoru nad utrzymaniem czystości i porządku w gminie, oświetlenia miejsc publicznych itp. zajmuje się powołany do tego celu Zarząd Dróg Gminnych i Gospodarki Komunalnej (ZDGiGK). Gmina zgodnie z ustawą prowadzi segregację odpadów. We wszystkich wsiach i dzielnicach znajdują się pojemniki na plastik, szkło i makulaturę. Pojemniki na zużyte baterie zlokalizowane są we wszystkich szkołach w gminie oraz w siedzibie Urzędu Miejskiego w Trzebiatowie (Punkt Obsługi Interesanta).

## Kultura i sport

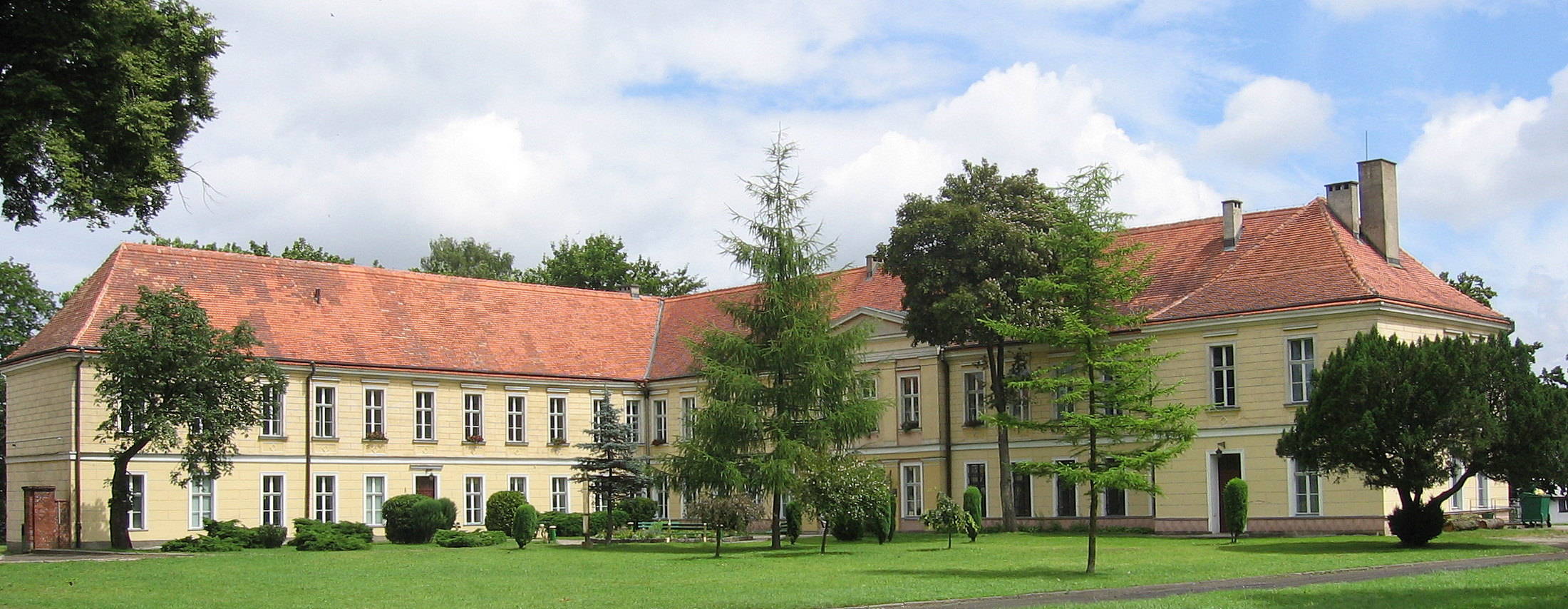
Pałac w Trzebiatowie

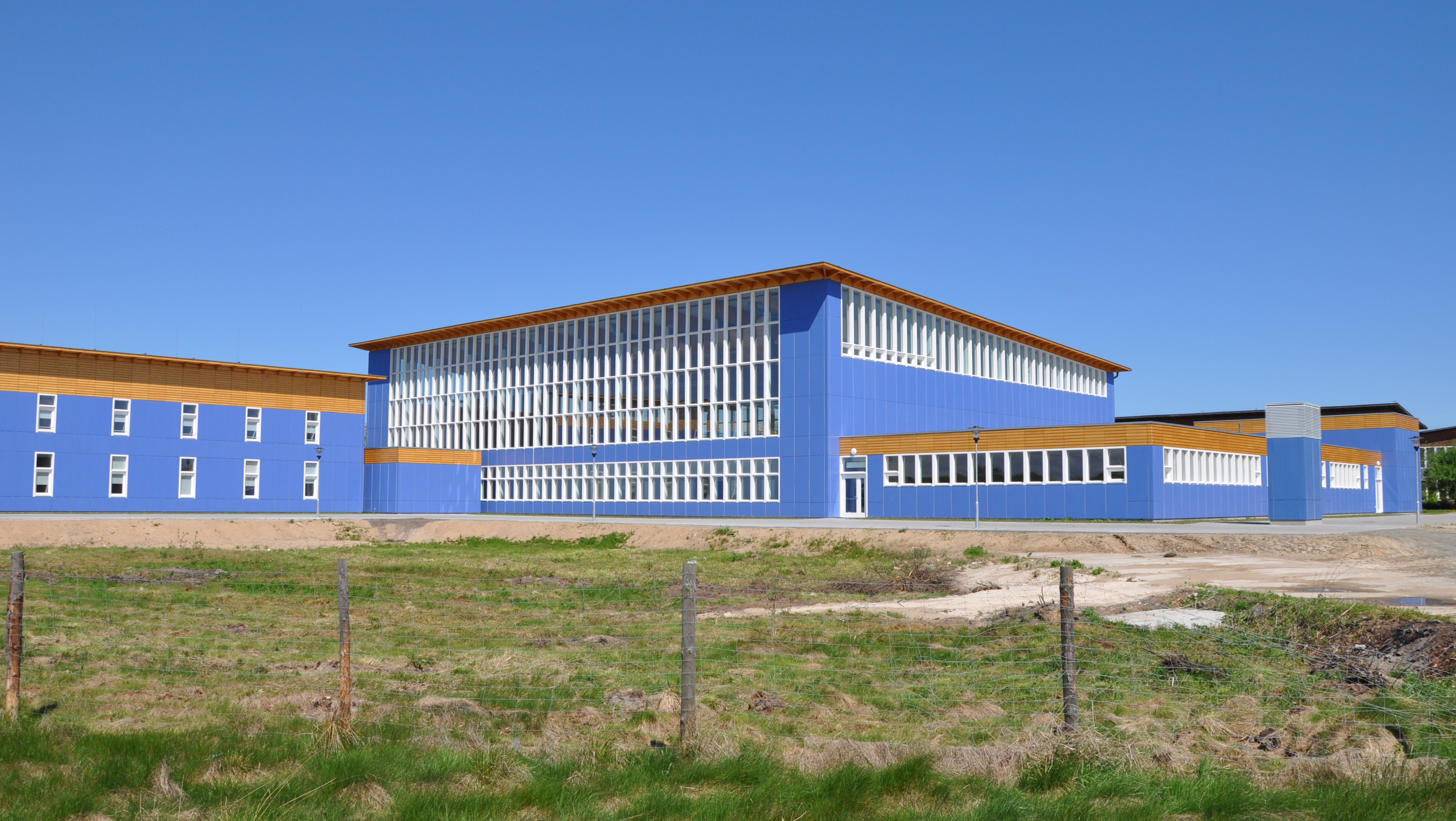
Hala widowiskowo-sportowa w Mrzeżynie

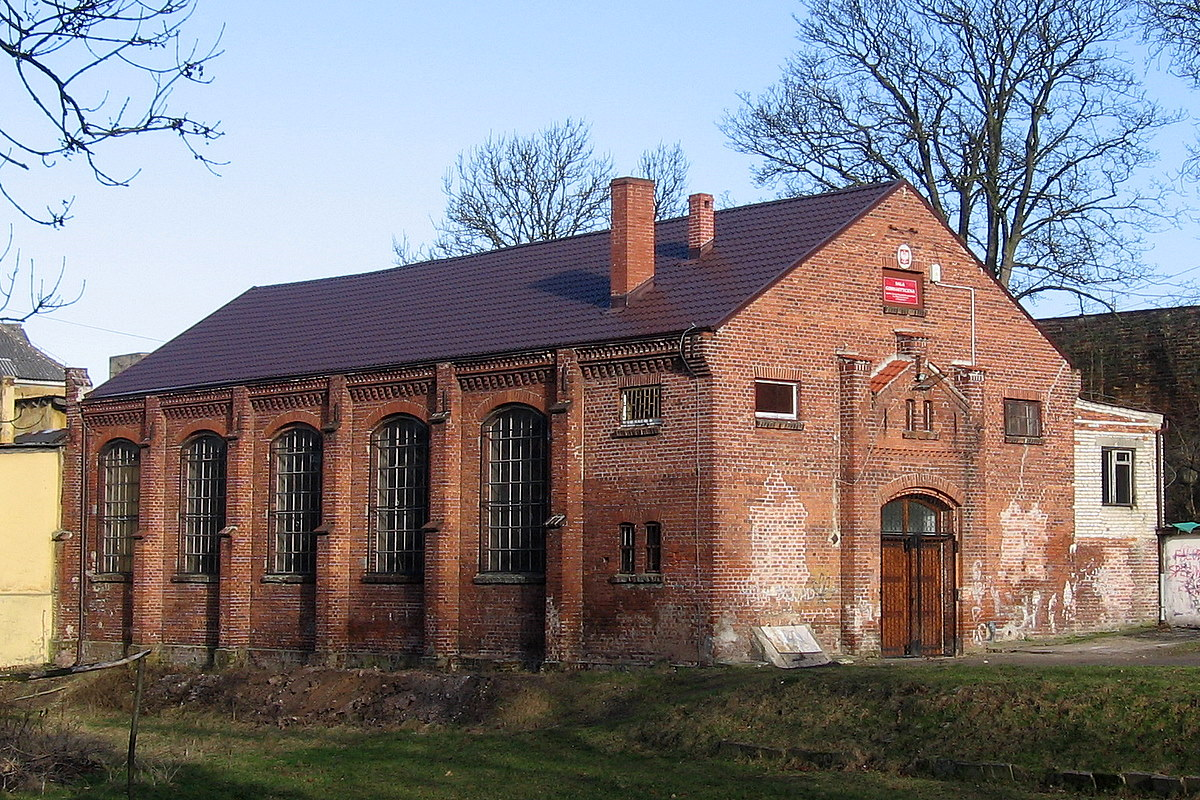
Sala gimnastyczna Zespołu Szkół Ponadgimnazjalnych w Trzebiatowie

Większość działalności kulturalnej skupia się w Trzebiatowskim Ośrodku Kultury. Znajduje się on w pałacu razem z Biblioteką Publiczną im. Marii Wirtemberskiej z Czartoryskich. Do instytucji upowszechniających kulturę należy także, działający na terenie Trzebiatowa klub garnizonowy trzebiatowskiej jednostki wojskowej.
Oprócz gazet powiatowych, na terenie gminy ukazuje się także dwutygodnik „Kulisy Trzebiatowskie”.
Stadion GKS Trzebiatów przy ulicy Zagórskiej w Trzebiatowie to siedziba klubu piłkarskiego Rega Trzebiatów, a także miejsce imprez sportowych i kulturalnych. W Mrzeżynie znajdują się dwa osiedlowe boiska do piłki nożnej. W szkołach działają także uczniowskie kluby sportowe.
W Nowielicach mieści się stadnina koni, przy której istnieje Ludowy Klub Sportowy „Dragon” z sekcją piłkarską i jeździecką. Od 1999 roku działa także klub unihokejowy MLUKS „Jedynka Trzebiatów”.
We Wlewie znajduje się stajnia sportowo-hodowlana, przy której funkcjonuje Jeździecki Klub Sportowy „Agro-Pol” z 4 zawodnikami.
Pod Trzebiatowem znajduje się strzelnica, na której odbywają się zawody w strzelectwie myśliwskim o Puchar Burmistrza Trzebiatowa. Zawody organizują koła PZŁ działające na terenie gminy.

### Wydarzenia kulturalne i sportowe
Lista cyklicznych wydarzeń odbywających się na terenie gminy Trzebiatów:
- Dni Trzebiatowa – Święto Kaszy (lipiec)
- Festiwal Muzyki Morskiej „Słona woda” w Mrzeżynie (lipiec)
- Międzynarodowe Zawody Strażackie Sikawek Konnych w Trzebiatowie
- minimaraton „Trzebiatowska Dziesiątka” (maj/czerwiec)
- Święto Ottona z Bambergu (wrzesień)
- Trzebiatowskie Spotkania Kultur „Sąsiady” (Polsko-Niemiecko-Ukraiński Festiwal Folklorystyczny) w Trzebiatowie
- wyścig kolarski „Bałtyk – Karkonosze” (czerwiec)
- zawody spinningowe „Troć Regi” (marzec)
- Festiwal muzyczny Nagle nad Morzem / Plötzlich am Meer (sierpień)[56]

## Religia

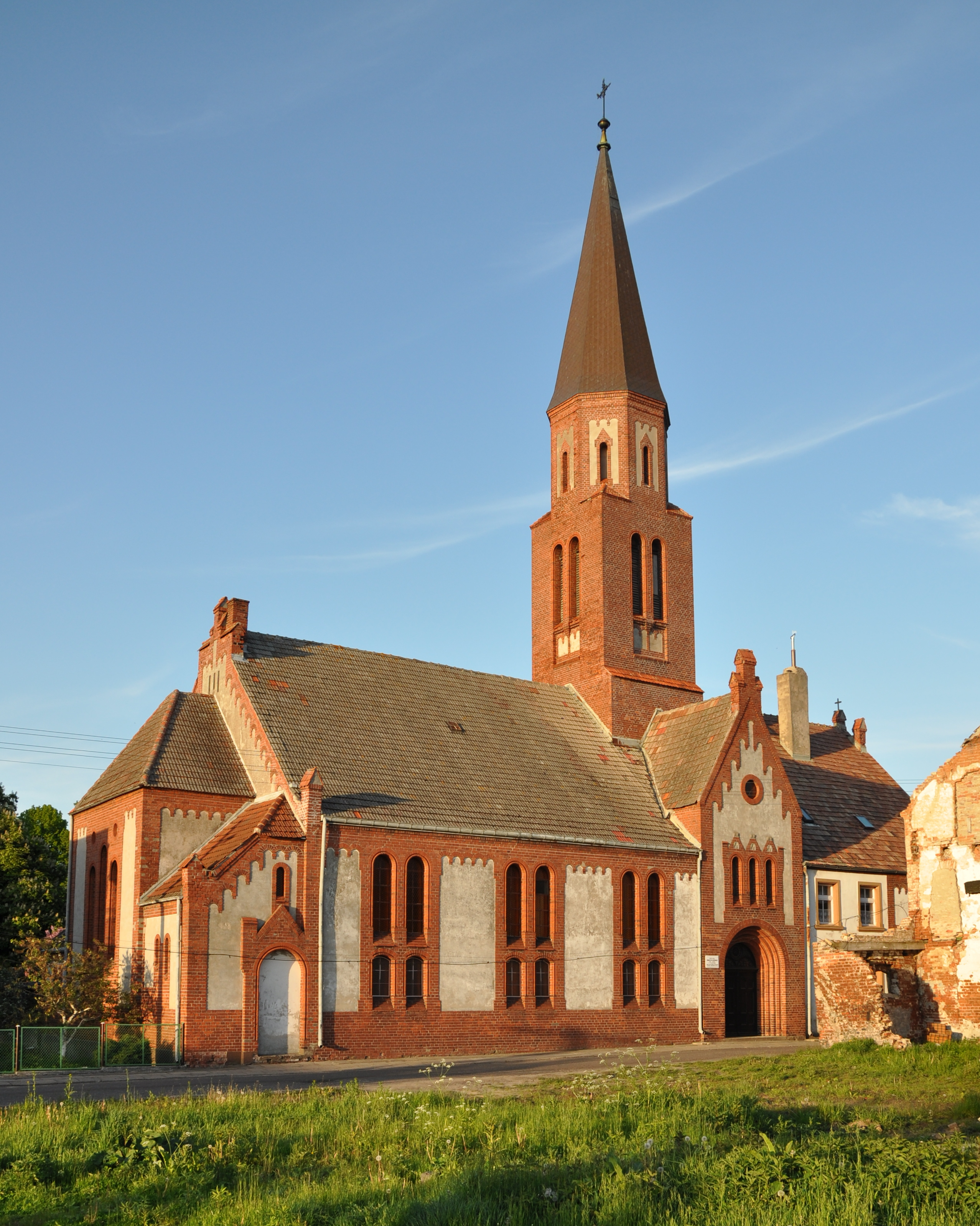
Filialny kościół ewangelicki w Trzebiatowie

Na terenie gminy mają siedzibę cztery parafie rzymskokatolickie (Gosław, Mrzeżyno, Trzebiatów, Trzebusz), ponadto część obszaru gminy (Sadlno, Kłodkowo) należy do dwóch parafii z siedzibami w sąsiednich gminach. W Trzebiatowie znajduje się sanktuarium maryjne z XIV wieku, które jest także siedzibą dekanatu Trzebiatów (archidiecezja szczecińsko-kamieńska).
W mieście znajduje się cerkiew greckokatolicka pw. św. Piotra i św. Pawła, kościół ewangelicko-augsburski pw. św. Jana oraz cerkiew Świętego Ducha Polskiego Autokefalicznego Kościoła Prawosławnego. W Trzebiatowie działalność prowadzi także wspólnota Świadków Jehowy.

## Oświata

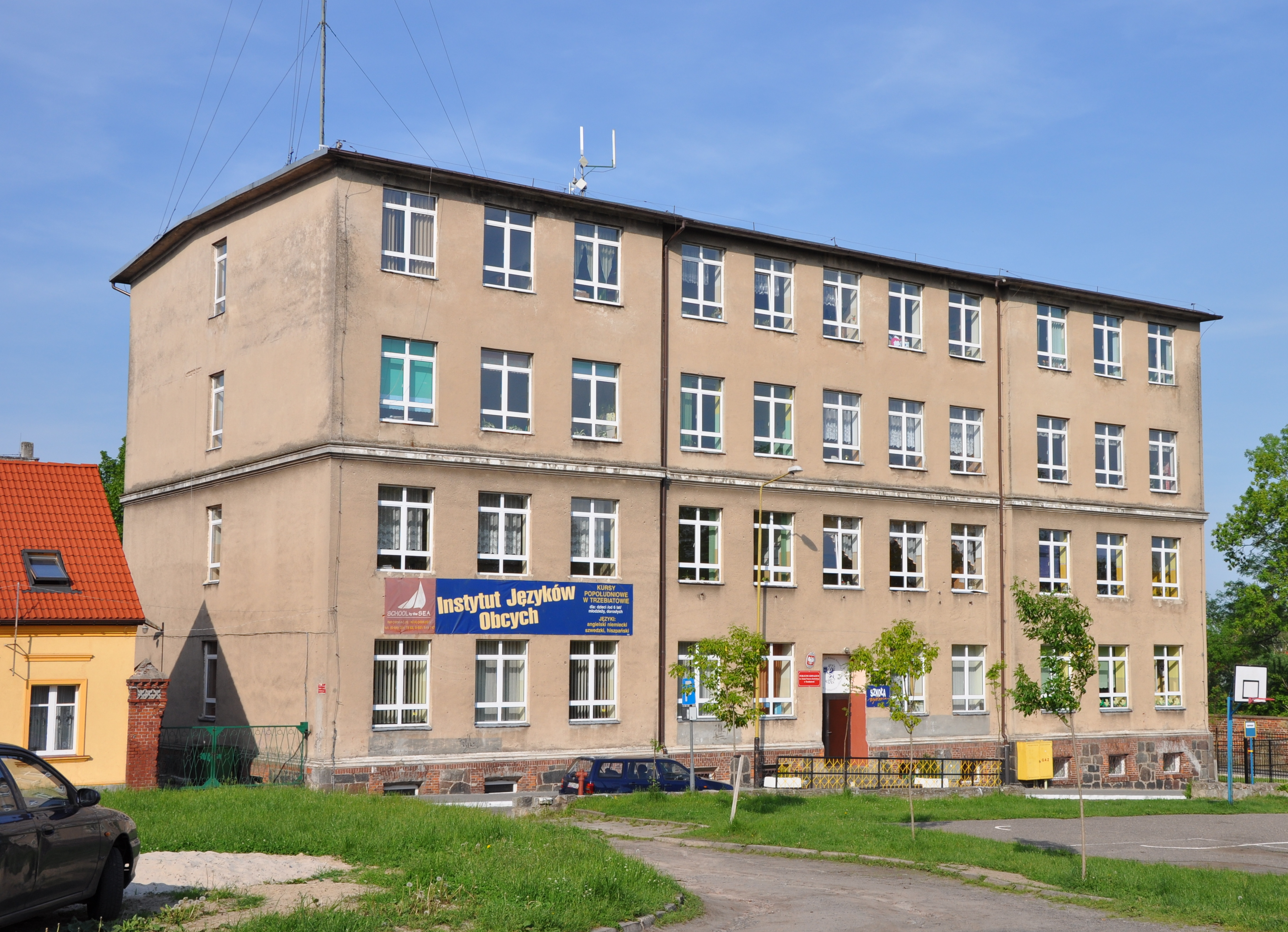
Publiczne Gimnazjum im. Książąt Pomorza Zachodniego w Trzebiatowie

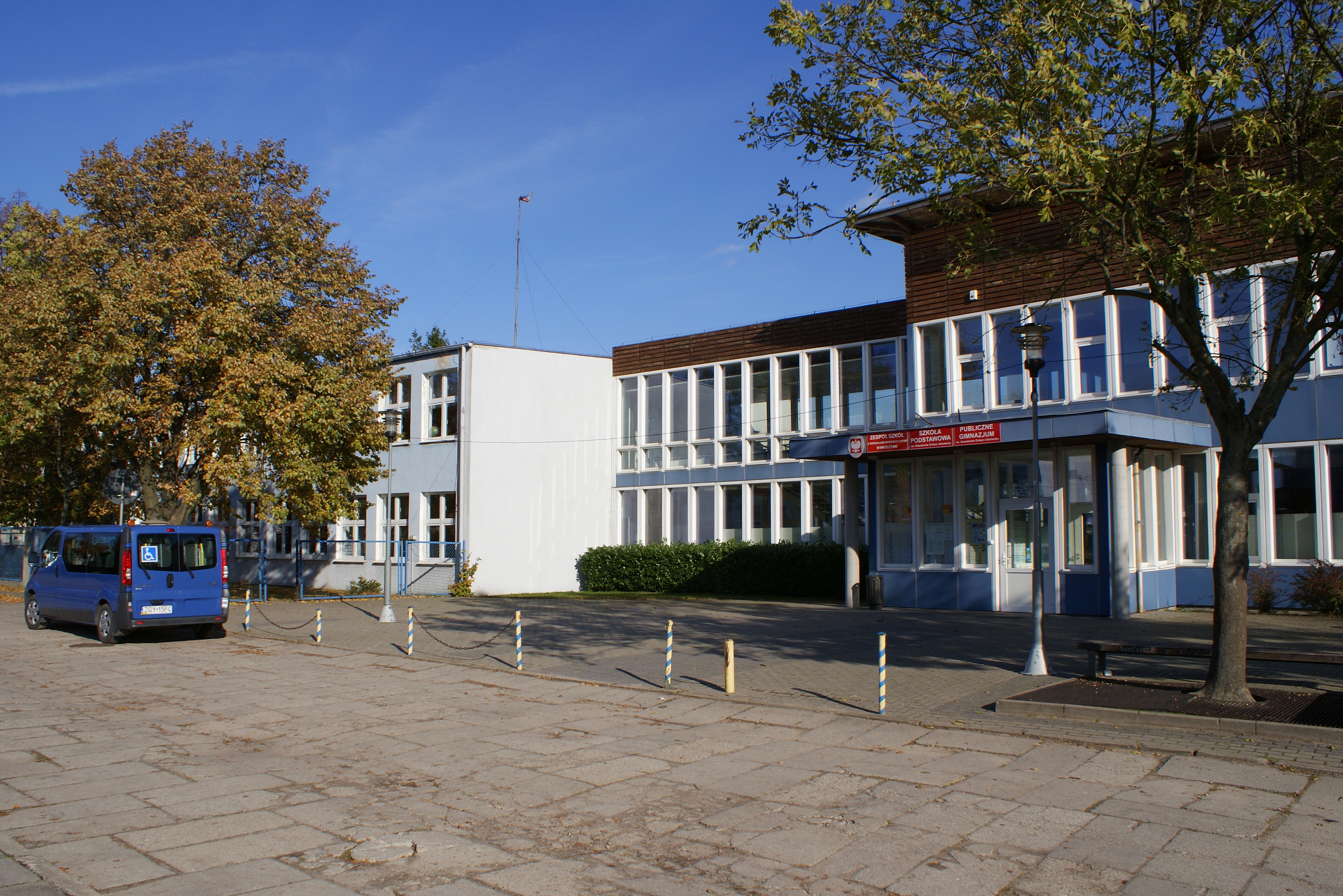
Zespół Szkół im. Kawalerów Orderu Uśmiechu w Mrzeżynie

Na terenie gminy w 2006 r. uczyło się 1199 dzieci w szkołach podstawowych oraz 677 uczniów w dwóch gimnazjach. W szkołach ponadgimnazjalnych nauki pobierało 174 uczniów zasadniczych szkół zawodowych, 170 uczniów liceum profilowanego, 137 uczniów liceum ogólnokształcącego, 100 uczniów liceum dla dorosłych.
Wychowanie przedszkolne zapewniają 3 placówki przedszkola publicznego (dwie w Trzebiatowie i jedna w Mrzeżynie).
Gimnazjum w Trzebiatowie mieści się w budynku zbudowanym w 1858 r. w stylu neorenesansowym, w którym przed wojną także mieściło się gimnazjum. Zespół Szkół w Mrzeżynie znajduje się w nowym, dużym budynku zbudowanym w 2000 r. oraz starszym budynku zbudowanym w 1965 r., którego szkoła podstawowa nosiła im. 1000-lecia Państwa Polskiego.
Przedszkola:
- Publiczne Przedszkole im. Słonia nad Regą w Trzebiatowie[59]
  - Filia w Trzebiatowie[a]
  - Filia w Mrzeżynie

Szkoły podstawowe:
- Szkoła Podstawowa nr 1 im. Jana Kochanowskiego w Trzebiatowie
- Szkoła Podstawowa nr 2 im. I Armii Wojska Polskiego w Trzebiatowie
- Zespół Szkół z Oddziałami Integracyjnymi im. Kawalerów Orderu Uśmiechu w Mrzeżynie

Gimnazja:
- Publiczne Gimnazjum im. Książąt Pomorza Zachodniego w Trzebiatowie
- Publiczne Gimnazjum przy Zespole Szkół im. Kawalerów Orderu Uśmiechu w Mrzeżynie

Szkoły Ponadgimnazjalne:
- Centrum Kształcenia Zawodowego w Trzebiatowie (WZDZ Szczecin)
  - Zasadnicza Szkoła Zawodowa
- Zespół Szkół Ponadgimnazjalnych im. Zbigniewa Herberta w Trzebiatowie
  - Liceum Ogólnokształcące
  - I Liceum Profilowane
  - Technikum Zawodowe
  - Zasadnicza Szkoła Zawodowa
  - Uzupełniające Liceum Ogólnokształcące

## Opieka społeczna i zdrowotna
Głównym ośrodkiem zdrowotnym jest Trzebiatów, gdzie znajduje się przychodnia rejonowa, a także kilka zakładów opieki zdrowotnej. Wyjątek stanowi Mrzeżyno, gdzie znajduje się przychodnia 117 Szpitala Wojskowego z Kołobrzegu. W Trzebiatowie czynne są 3 apteki, a w Mrzeżynie punkt apteczny. Na terenie gminy działa pogotowie ratunkowe, którego placówka mieści się w Trzebiatowie. Gmina ma dogodne połączenie drogowe ze szpitalami wojewódzkimi w Gryficach i Kołobrzegu.
W Trzebiatowie znajduje się gminny dom pomocy społecznej, którego głównymi zadaniami są udzielenie schronienia, posiłku, odzieży, świadczeń rodzinnych, zasiłków dla osób potrzebujących oraz usługi opiekuńcze. W 2006 r. GDPS oferował 22 miejsca, a skorzystało z niego 14 osób.

## Bezpieczeństwo
Władze gminy i służby porządkowe wprowadziły gminny program poprawy bezpieczeństwa i porządku publicznego w Trzebiatowie, którego celem jest współdziałanie wszystkich organów i instytucji odpowiedzialnych za bezpieczeństwo publiczne. W ramach programu „Bezpieczne Miasto Trzebiatów” Komisariat Policji w Trzebiatowie współpracuje ze Strażą Miejską, Żandarmerią Wojskową oraz ze Strażą Graniczną z Rewala. W sezonie letnim otwierany jest także Posterunek Policji w Mrzeżynie. Gmina leży w strefie nadgranicznej.

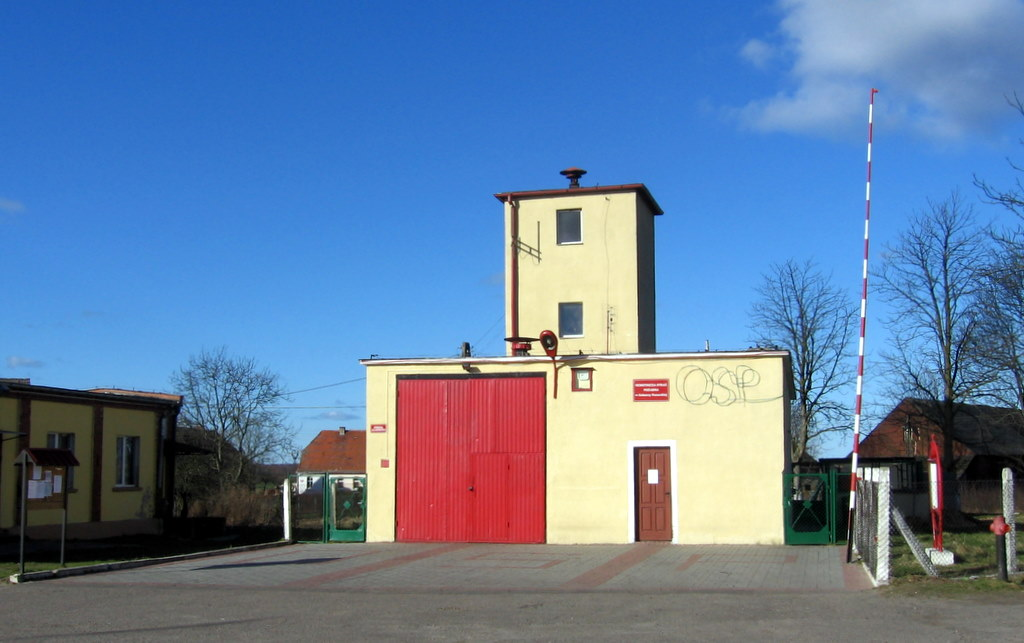
Remiza OSP w Gołańczy Pomorskiej

Od kilku lat w pierwszą niedzielę lipca w mrzeżyńskim porcie odbywa się festyn edukacyjny „Bezpieczna Woda” – skierowany głównie do dzieci i młodzieży, którego celem jest przybliżenie zasad bezpiecznego wypoczynku nad wodą, bezpieczeństwa w życiu codziennym i zasad udzielania pierwszej pomocy w nagłych wypadkach. W festynie uczestniczą przedstawiciele wszystkich służb mundurowych, a także Nadleśnictwa Gryfice, Urzędu Morskiego w Szczecinie oraz inspektoratu sanitarnego.
Straż pożarna
Na terenie gminy działają 3 remizy ochotniczych straży pożarnych (Gołańcz Pomorska, Mrzeżyno, Trzebiatów), a także Wojskowa Straż Pożarna w Trzebiatowie. W niektórych przypadkach pomaga także Państwowa Straż Pożarna z Gryfic. Od kwietnia 2006 roku w OSP Trzebiatów działa także sekcja płetwonurków.
Jednostki wojskowe:
- 3 Batalion 7 Pomorskiej Brygady Obrony Wybrzeża (JW 1872 w Trzebiatowie)
- 36 Dywizjon Rakietowy Obrony Powietrznej (3 BROP) (jednostka w Mrzeżynie)

## Polityka i administracja

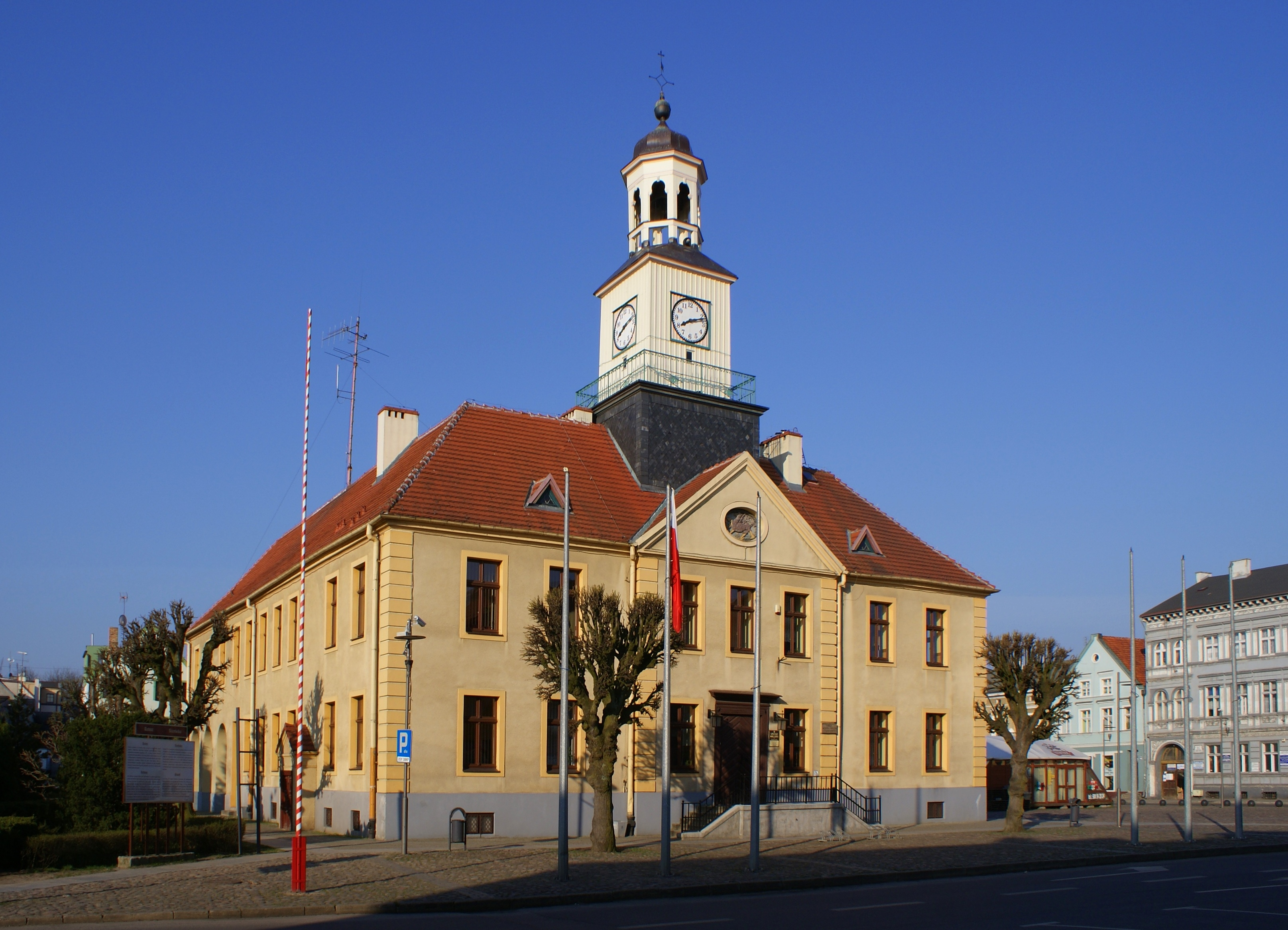
Ratusz – siedziba Urzędu Miejskiego w Trzebiatowie

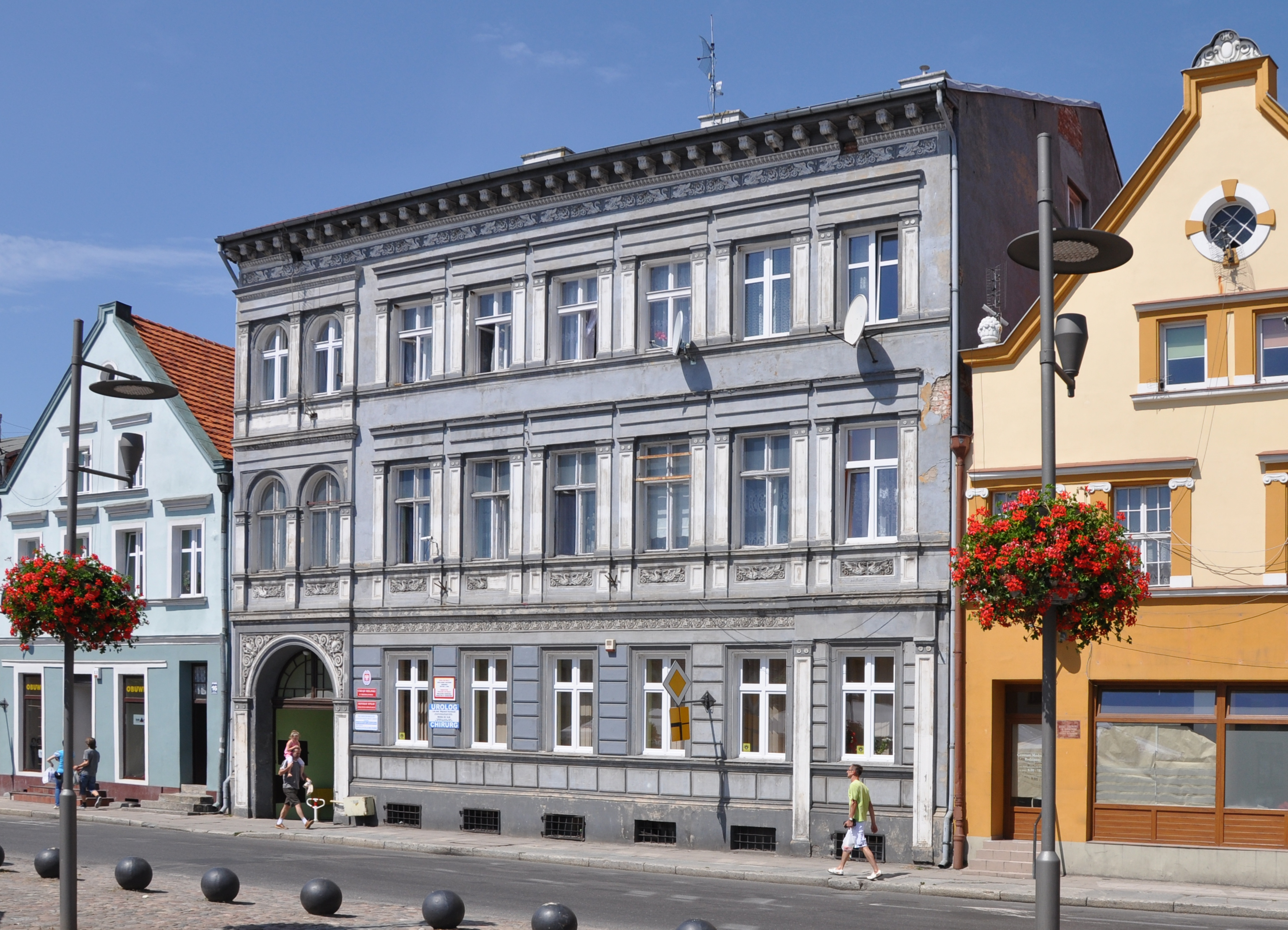
Budynek Referatu Spraw Społecznych i Obywatelskich Urzędu Miejskiego w Trzebiatowie

### Samorząd gminny
Gmina Trzebiatów za organ uchwałodawczy ma radę miejską, w skład której wchodzi 15 radnych (w obecnej kadencji 6 radne, 9 radnych). Organem wykonawczym jest burmistrz.
Siedzibą obu organów jest ratusz w Trzebiatowie.
W 2016 r. wykonane wydatki budżetu gminy Trzebiatów wynosiły 60,6 mln zł, a dochody budżetu 66,3 mln zł. Zobowiązania samorządu (dług publiczny) według stanu na koniec 2016 r. wynosiły 31 mln zł, co stanowiło 46,8% poziomu dochodów.
| Dział klasyfikacji budżetowej                        | Wartość [tys. zł] | Udział w budżecie [%] |
| ---------------------------------------------------- | ----------------- | --------------------- |
| Rolnictwo i łowiectwo                                | 808,5             | 1,14%                 |
| Wytwarzanie i zaopatrywanie w energię el, gaz i wodę | 0,0               | 0,00%                 |
| Transport i łączność                                 | 22 754,3          | 32,09%                |
| Turystyka                                            | 367,3             | 0,52%                 |
| Gospodarka mieszkaniowa                              | 3661,9            | 5,17%                 |
| Administracja publiczna                              | 4648,5            | 6,56%                 |
| Bezpieczeństwo publiczne i ochrona ppoż              | 716,3             | 1,01%                 |
| Oświata i wychowanie                                 | 16 685,1          | 23,53%                |
| Ochrona zdrowia                                      | 368,3             | 0,52%                 |
| Pomoc społeczna                                      | 10 462,6          | 14,76%                |
| Pozostałe zadania w zakresie polityki społecznej     | 233,4             | 0,33%                 |
| Edukacyjna opieka wychowawcza                        | 600,8             | 0,85%                 |
| Gospodarka komunalna i ochrona środowiska            | 3014,6            | 4,25%                 |
| Kultura i ochrona dziedzictwa narodowego             | 1941,6            | 2,74%                 |
| Kultura fizyczna i sport                             | 3042,2            | 4,29%                 |
| Pozostałe                                            | 1591,4            | 2,24%                 |
| (Σ) Wydatki budżetu razem                            | 70 896,7          | 100,00%               |

W 2016 r. wykonane wydatki budżetu powiatu gryfickiego wynosiły 72,12 mln zł, a dochody budżetu 72,52 mln zł. Zobowiązania samorządu (dług publiczny) według stanu na koniec 2016 r. wynosiły 11,36 mln zł, co stanowiło 15,66% poziomu dochodów.
| Rok  | Wykonane wydatki [mln zł] | Wykonane dochody [mln zł] | Zobowiązania [mln zł] | Wskaźnik zadłużenia do dochodu [%] |
| ---- | ------------------------- | ------------------------- | --------------------- | ---------------------------------- |
| 2016 | 60,57                     | 66,29                     | 31,02                 | 46,8%                              |
| 2015 | 61,70                     | 55,41                     | 34,89                 | 63,0%                              |
| 2014 | 65,80                     | 67,87                     | 39,85                 | 58,7%                              |
| 2013 | 70,90                     | 52,27                     | 40,97                 | 78,4%                              |
| 2012 | 51,23                     | 78,98                     | 44,74                 | 56,7%                              |
| 2011 | 66,97                     | 56,72                     | 48 68                 | 85,8%                              |
| 2010 | 57,52                     | 54,64                     | 38,54                 | 70,5%                              |
| 2009 | 46,62                     | 44,97                     | 15,04                 | 33,5%                              |
| 2008 | 40,06                     | 43,22                     | 16,51                 | 38,2%                              |
| 2007 | 44,78                     | 41,16                     | 17,56                 | 42,7%                              |
| 2006 | 41,68                     | 37,04                     | 12,53                 | 33,8%                              |
| 2005 | 33,92                     | 31,66                     | 8,29                  | 26,2%                              |
| 2004 | 28,68                     | 27,86                     | 6,56                  | 23,6%                              |
| 2003 | 27,72                     | 26,77                     | 5,10                  | 19,1%                              |
| 2002 | 23,45                     | 24,08                     | 4,42                  | 18,4%                              |
| 2001 | b.d.                      | 23,97                     | 6,23                  | 26,0%                              |
| 2000 | b.d.                      | 22,45                     | 5,63                  | 25,1%                              |

Zobowiązania (dług publiczny) gminy Trzebiatów w mln zł w latach 2000–2016:
Gmina Trzebiatów należy do następujących organizacji i stowarzyszeń:
- Unia Miast i Gmin Dorzecza Regi[84]
- Związek Miast i Gmin Morskich[85][86],
- Celowy Związek Gmin „R-XXI”[87]
- stowarzyszenie Lokalna Grupa Rybacka Morza i Zalewu[88]
- Stowarzyszenie Gmin Polskich Euroregionu Pomerania[89][89],
- Lokalna Grupa Działania „Gryflandia”[90][91].

Gmina Trzebiatów wchodzi w obszar właściwości Sądu Rejonowego w Gryficach oraz Sądu Okręgowego w Szczecinie.

### Polityka
Naczelnicy Miasta i Gminy Trzebiatów:
- Barbara Merło (1989)

Burmistrzowie Trzebiatowa
- Stanisław Biernacki (1990–1991)
- Mirosław Makarewicz (1991–1999)
- Dorota Klimowicz (1999–2001)
- Sławomir Stanisław Ruszkowski (2001–2010)[93][94]
- Zdzisław Matusewicz (2010–2016)[95][96][97]
- Józef Domański (2016–2024)
- Marzena Domaradzka (od 2024)

| Komitet wyborczy                            | Liczba radnych |
| ------------------------------------------- | -------------- |
| KW Powiatowego Stowarzyszenia Idziemy Razem | 5/15           |
| KWW Twoja i Moja Gmina                      | 5/15           |
| KWW Solidarna Gmina                         | 2/15           |
| KW Polskie Stronnictwo Ludowe               | 1/15           |
| KWW Artura Arndt                            | 1/15           |
| KW Stowarzyszenia Dobry Samorząd            | 1/15           |

| Miejscowości                                                              | Liczba radnych |
| ------------------------------------------------------------------------- | -------------- |
| Trzebiatów (9 jednomandatowych okręgów wyborczych)                        | 9              |
| Mrzeżyno (zachodnia lewobrzeżna część)                                    | 1              |
| Mrzeżyno (wschodnia prawobrzeżna część), Roby, Rogowo                     | 1              |
| Chełm Gryficki, Chomętowo, Rogozina, Sadlenko, Sadlno, Włodarka, Zapolice | 1              |
| Gąbin, Kłodkowo, Lewice, Mirosławice, Siemidarżno, Wlewo                  | 1              |
| Bieczynko, Bieczyno, Gołańcz Pomorska, Gorzysław, Gosław                  | 1              |
| Nowielice, Trzebusz                                                       | 1              |
| Razem (Σ)                                                                 | 15             |

Mieszkańcy gminy Trzebiatów i gminy Rewal wybierają wspólnie 6 radnych do Rady Powiatu Gryfickiego.
Mieszkańcy wybierają radnych do Sejmiku Województwa Zachodniopomorskiego w okręgu nr 2. Posłów na Sejm z okręgu wyborczego nr 41, a senatora z okręgu nr 98. Posłów do Parlamentu Europejskiego z okręgu nr 13.

### Gminy partnerskie
| Gmina        | Państwo | Data rozpoczęcia współpracy |
| ------------ | ------- | --------------------------- |
| Grevesmühlen | Niemcy  | ?                           |
| Großräschen  | Niemcy  | 2006-05-25                  |
| Istebna      | Polska  | ?                           |
| Gmina Sjöbo  | Szwecja | 1991                        |
| Wandlitz     | Niemcy  | ?                           |
| Brwinów      | Polska  | 2008-06-06                  |

### Frekwencja gminy w wyborach od 2000 r.
| Wybory / referendum                                              | I tura | II tura | Komentarz                                                                        |
| ---------------------------------------------------------------- | ------ | ------- | -------------------------------------------------------------------------------- |
| 2016 przedterminowe wybory Burmistrza Trzebiatowa                | 36,03% | –       | związane z odwołaniem burmistrza 28 lutego 2016                                  |
| 2016 referendum gminne ws. odwołania Burmistrza Trzebiatowa      | 27,14% | –       | referendum ważne; odwołanie burmistrza 28 lutego 2016; 3058 głosów za odwołaniem |
| 2015 wybory parlamentarne                                        | 38,47% | –       |                                                                                  |
| 2015 referendum ogólnokrajowe                                    | 7,34%  | –       |                                                                                  |
| 2015 wybory Prezydenta RP                                        | 39,63% | 46,75%  |                                                                                  |
| 2014 wybory samorządowe                                          | 48,51% | 39,34%  |                                                                                  |
| 2011 wybory parlamentarne                                        | 39,32% | –       |                                                                                  |
| 2010 wybory samorządowe                                          | 48,74% | 46,78%  |                                                                                  |
| 2010 wybory Prezydenta RP                                        | 48,31% | 52,41%  |                                                                                  |
| 2009 wybory do Parlamentu Europejskiego                          | 17,55% | –       |                                                                                  |
| 2007 wybory parlamentarne                                        | 44,56% | –       |                                                                                  |
| 2006 wybory samorządowe                                          | 44,91% | –       |                                                                                  |
| 2005 wybory prezydenckie                                         | 39,00% | 37,97%  |                                                                                  |
| 2005 wybory parlamentarne                                        | 30,31% | –       |                                                                                  |
| 2004 referendum gminne ws. odwołania burmistrza i rady miejskiej | 7,17%  | –       | referendum nieważne, ze względu na zbyt niski odsetek głosujących                |
| 2003 referendum ws. przystąpienia Polski do UE                   | 55,72% | –       | na tak 86%, na nie 14%                                                           |
| 2002 wybory samorządowe                                          | 46,04% | 37,32%  |                                                                                  |
| 2001 wybory parlamentarne                                        | 36,98% | –       |                                                                                  |
| 2000 wybory prezydenckie                                         | 54,69% | –       |                                                                                  |